# Talca
Talca es una ciudad ubicada en la zona central de Chile, capital de la provincia homónima y de la Región del Maule. Se encuentra a 255 kilómetros al sur de la capital Santiago, en la zona central del país. Situada cerca del cruce entre el río Claro y el estero Piduco, fue fundada por el Gobernador Real José Manso de Velasco el 12 de mayo de 1742 bajo el nombre de Villa San Agustín de Talca. La ciudad es el corazón de la zona agrícola chilena por excelencia, siendo uno de los principales referentes en esta actividad a nivel nacional. Como capital regional, alberga a la Delegación Presidencial y al Gobierno Regional del Maule, además de ser sede de casi todas las Secretarías Regionales Ministeriales presentes en la región.
La comuna se encuentra aproximadamente en las coordenadas 35°25′37″S 71°39′56″O / -35.42694, -71.66556, a una altitud media de 102 m s. n. m, en el extremo occidental de la depresión intermedia en este sector, culminando su territorio en la cordillera de la costa. Cuenta una extensión de 232 km² y una población aproximada de 240 000 habitantes, siendo así la duodécima ciudad más poblada de Chile y la más poblada del Maule.
Talca concentra las áreas de servicios, administración y comercial de la región. Cuenta con uno de los mercados hortofrutícola mayorista más importantes de Chile, el cual distribuye hacia todo el sur. Además, es conocida por ser el principal centro universitario en esta zona del país, pues posee numerosas instituciones educacionales entre las que destacan la Universidad de Talca y la Universidad Católica del Maule. La comuna también alberga los principales recintos deportivos y culturales de la región, como el Complejo Deportivo del Estadio Fiscal de Talca, el Teatro Regional del Maule y el Museo O'Higginiano y de Bellas Artes.

## Etimología
El nombre Talca proviene del mapudungún tralka, que significa "trueno".
En ocasiones se menciona a Talca como "la ciudad del trueno". También, otra forma de mencionarla es como "la ciudad del Piduco", por el curso de agua homónimo que atraviesa la ciudad de este a oeste.

## Historia

### Orígenes
En la América precolombina, gran parte de la zona centro-sur de Chile se encontraba ocupada por pueblos relativos de los mapuches, principalmente picunches (nombre dado por chilenos) o promaucaes (nombre dado por incas), así como también otros como los cauquenes y los curis. Estos se concentraban principalmente en torno a cuerpos de agua.
A finales del siglo XV, la expansión inca hacia el sur llegó a su fin con la batalla del Maule en el río homónimo. En los años que estuvieron los incas en la zona, hasta la conquista española, es probable que influyeran dentro del sector. Hacia 1612 aún había restos de fuertes incas en las cercanías del río Claro.
Con la conquista española, los promaucaes de la zona del Maule realizaron una feroz resistencia contra las huestes de Diego de Almagro, aunque finalmente cedieron frente a las tropas de Pedro de Valdivia, viéndose obligados a convertirse en indios auxiliares. Hacia 1600 el territorio solo contaba con algunas encomiendas y pueblos de indios.
Talca o Talcamo era el nombre que le brindaron los indígenas de la zona al lugar donde se cruzaban el estero Piduco y el río Claro. A finales del siglo XVI, los territorios desde Duao hasta al norte del río Claro le pertenecían al conquistador Juan de Ahumada, quien tenía un asentamiento indígena o una encomienda en el sitio de Talcamo. En 1609, las tierras le fueron traspasadas al español Gil de Vilches y Aragón, capitán de las tropas de Alonso de Ribera, quien conformó una hacienda a las orillas del Claro. En 1641, le legó la hacienda a su esposa con el compromiso de que la donase Orden de San Agustín, bajo la condición de que dicha orden cediera terrenos si alguna vez se deseaba conformar una villa en el sector.

### Fundación

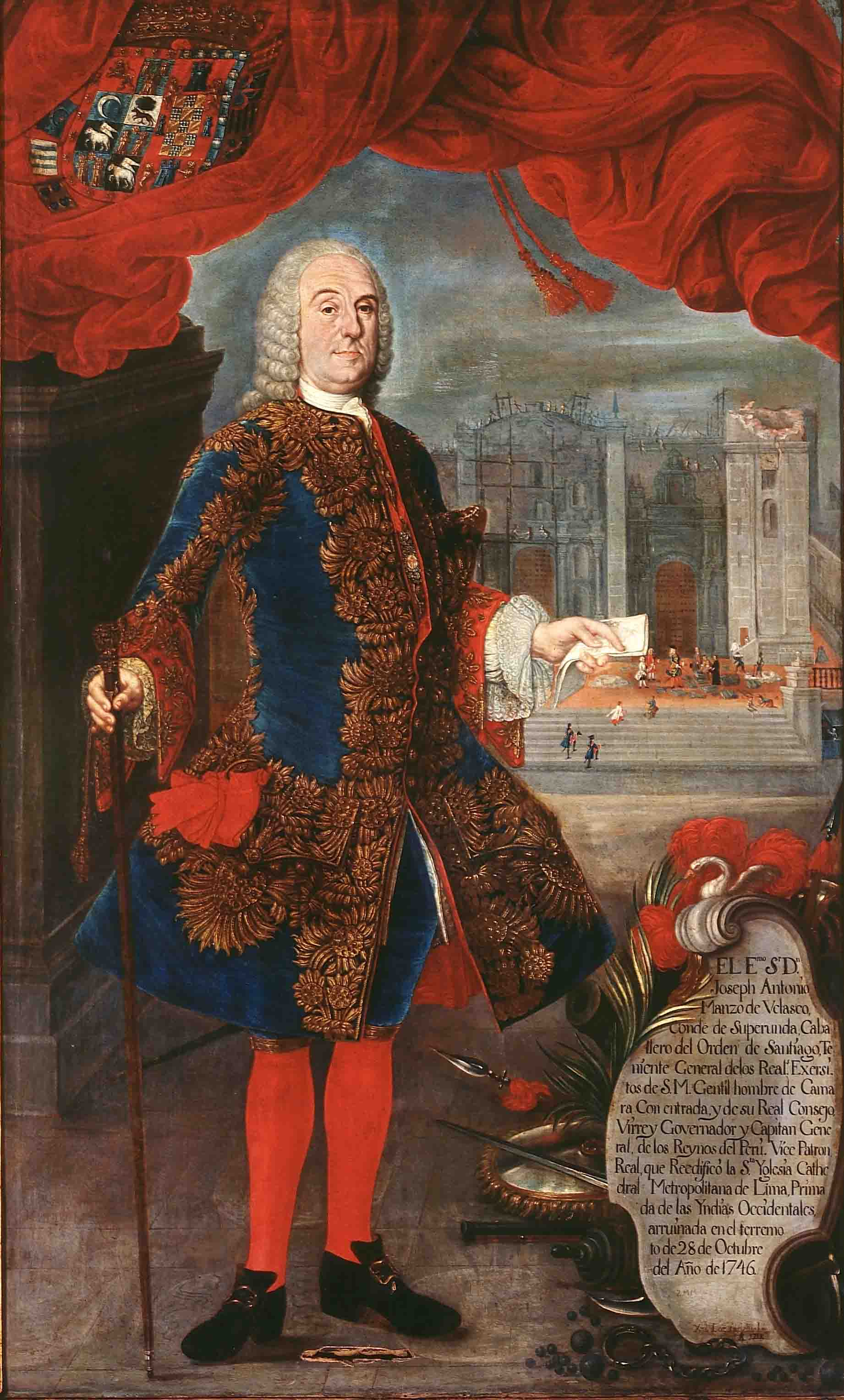
José Manso de Velasco, fundador de la ciudad

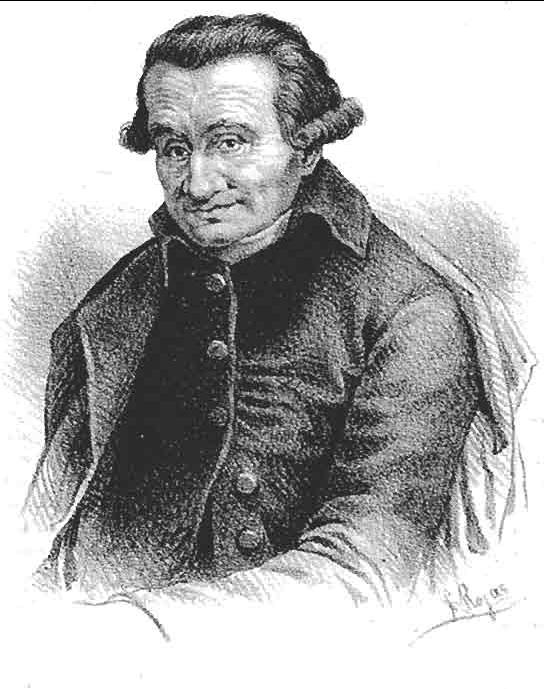
Juan Ignacio Molina.

La ciudad de Talca tuvo dos principales tentativas de fundación. La primera ocurrió en 1655 por parte de vecinos agrupados cerca del río Claro que pretendían refugiarse y defenderse frente a los malones mapuches dirigidos a las estancias coloniales en gran parte del territorio en el denominado Weychan de 1655. La segunda ocurrió en 1692 llevada a cabo por el gobernador general del Reino de Chile, Tomás Marín de Poveda. El lugar original es indeterminado, pues algunos historiadores señalan que fue cercano a la actual comuna de Maule, próximo a la mina de oro El Chivato, aunque otros han señalado que la ciudad fue trazada usando como centro la que posteriormente sería denominada como La Placilla (actual plaza La Victoria).Independiente de todo, esta población no prosperó debido a las condiciones del terreno y la desmotivación de los vecinos, por lo que terminaría siendo descartada.
En enero de 1742, el gobernador José Manso de Velasco oficiaría al corregidor Juan Cornelio de Baeza para fundar una nueva villa entre Santiago y Concepción, en la doctrina de Talca. Los agustinos, que tenían su templo en la hacienda de Gil de Vilches (actual manzana de la cárcel), ya habían hecho públicos sus intereses por donar las tierras para esta nueva ciudad. De esta manera, en un sitio denominado como «los Perales» y con la presencia del gobernador, el 12 de mayo de 1742 fue fundada la Villa de San Agustín de Talca en su ubicación actual.
El Corregidor de Talca, don Vicente de la Cruz y Bahamonde (1789 - 1798), trabajó e influyó para que el 6 de junio de 1796 Talca recibiera, por real cédula del rey Carlos IV, el título de ciudad y, el 6 de diciembre del mismo año, el apelativo de "Muy Noble y Muy Leal", otorgando el vizcondado a la familia Cruz. Destacados en dicha familia fueron Vicente, Juan Manuel, Anselmo y Nicolás, este último posteriormente conocido como el I conde de Maule.
La naciente urbe reunió antiguos vecinos de prosapia colonial que contribuirían a uniformar el espacio cultural chileno, siendo efectivo foco civilizador entre las dos ciudades más importantes del país, Santiago y Concepción. Uno de esos ilustres vecinos fue un inmigrante genovés, Juan de la Cruz y Bernardotte. En la hacienda Guaraculén, en las cercanías de Talca, nació en 1742 el sabio y naturalista Abate Juan Ignacio Molina, quien dejó junto con los hermanos Cruz Bahamonde como legado la construcción de un liceo para Talca. También vivió en esta ciudad el comerciante portugués Juan Albano Pereira Márquez casado con Bartolina de la Cruz y Bahamonde quienes fueron los padrinos de Bernardo O'Higgins y además hospedaron en algunos años de su infancia a este prócer de la independencia de Chile. El genovés como el portugués eran buenos amigos de Ambrosio O'Higgins.

### Papel en la Independencia y la República

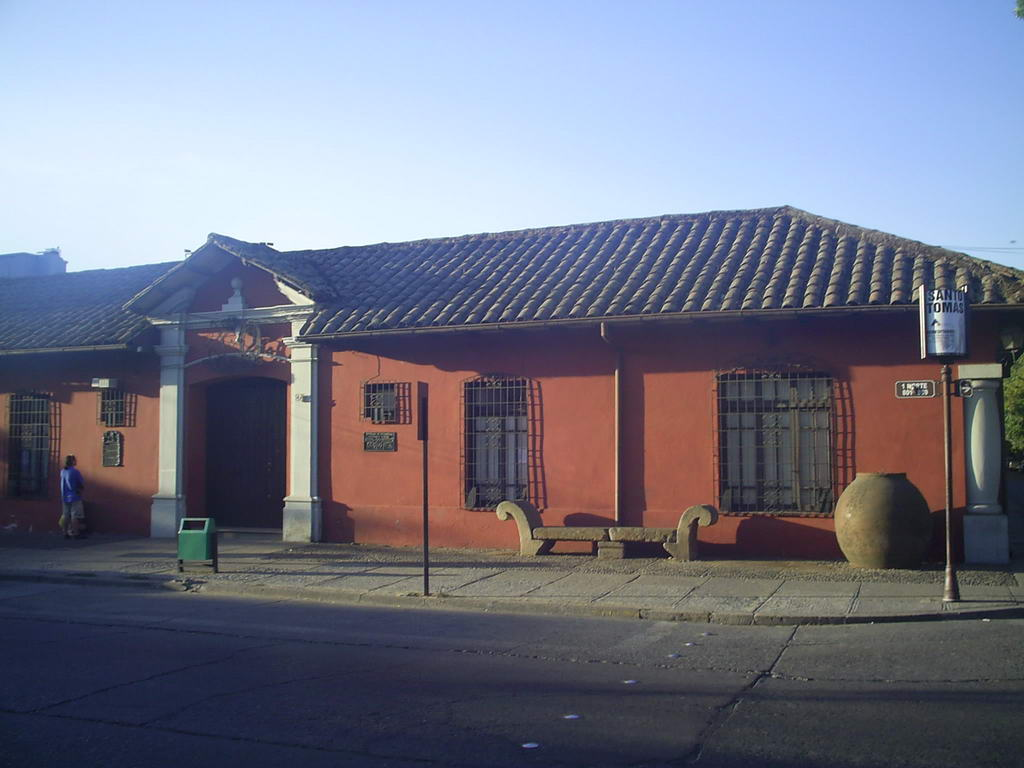
Casa de Juan Francisco Prieto, inaugurada a finales del siglo. Desde 1964, es el Museo O'Higginiano y de Bellas Artes de la ciudad.

Durante el periodo de la independencia, Talca fue un importante epicentro de eventos. El 21 de octubre de 1813, la junta de Gobierno se traslada a la ciudad para sesionar, estableciéndose hasta febrero del año siguiente.
En las tierras talquinas ocurrieron diversos acontecimientos como la toma de Talca y el Combate de Cancha Rayada, ambos en 1814. Posteriormente ocurrirían el combate de Talca y la sorpresa de Cancha Rayada en 1818, ambos posteriores a la declaración de Independencia.
A su vez, fue continuamente utilizado como cuartel general por los distintos generales y oficiales de ambos ejércitos, entre ellos José de San Martín, José Miguel Carrera y Mariano Osorio.
Bernardo O'Higgins, quien tenía especial aprecio al lugar por haber pasado parte de su infancia y tener familiares y amigos en la ciudad, pasó y estableció su cuartel general allí en diversas oportunidades. Allí el 2 de febrero de 1818, firmaría el Acta de Independencia. Diez días más tarde, el 12 del mismo mes, lideraría la jura de la independencia con su ejército.
Activo centro político, el acendrado orgullo de la aristocracia local produjo la creación de la Provincia de Talca en 1833, erigiéndose esta ciudad como su capital y rompiendo la dependencia con la provincia de Colchagua. Este mismo orgullo hizo de Talca, durante las revoluciones de 1851 y 1859, un activo foco de insurrección opuesto al poder central.

### SigloXIX: crecimiento y esplendor

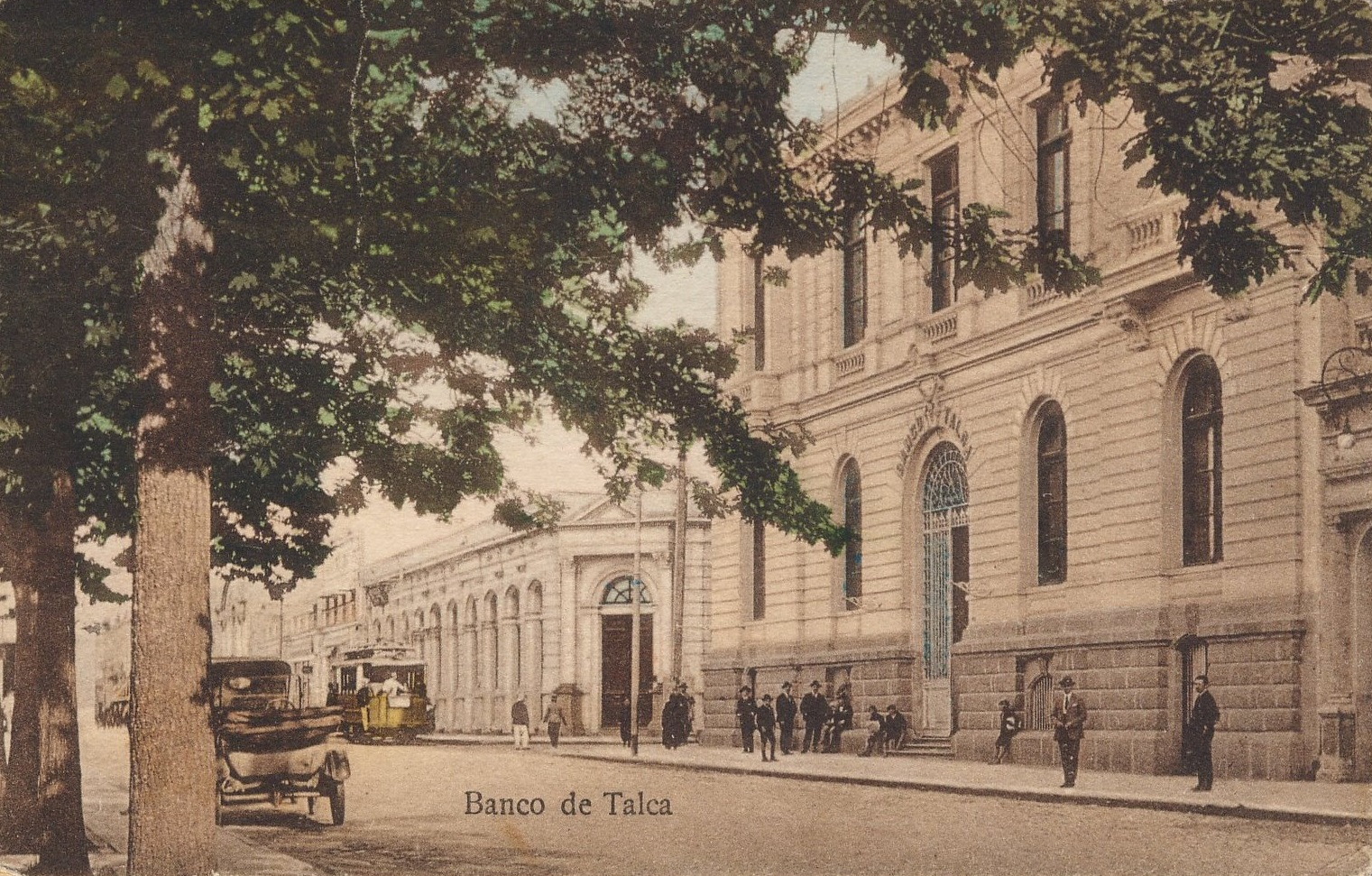
Primer edificio del Banco de Talca, símbolo del poderío económico talquino de la segunda mitad del.

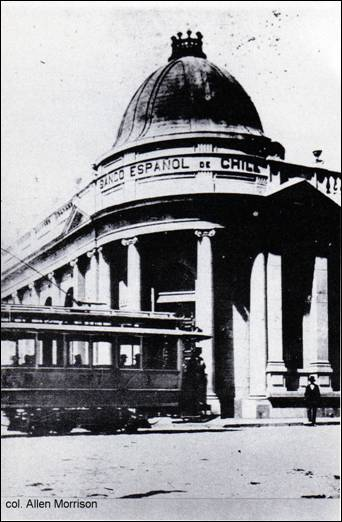
Sucursal del Banco Español de Chile, a inicios del.

Durante el siglo XIX el crecimiento urbano fue originando distintos barrios. En 1845 el perímetro urbano traspasó la Alameda (antigua avenida de Recreo) y se originó el actual barrio Norte. El 8 de octubre de 1870 se fundó la Compañía de Bomberos de Talca, que en 1884 se dividió en tres compañías: la Primera y la Segunda "de agua", y la Tercera "de hachas y escalas", dando origen al Cuerpo de Bomberos de Talca.
En agosto de 1874 se inauguró el Teatro Municipal, magnífica obra arquitectónica producto de los afanes de toda la comunidad talquina, y cuya materialización contó con el importante apoyo del entonces diputado por Talca e Intendente de Santiago don Benjamín Vicuña Mackenna. Con la llegada del ferrocarril en 1875 fue naciendo el barrio Oriente cuyo foco fue, primeramente, la denominada plaza de los Burros (adonde llegaban en estos transporte campesinos de diversas procedencias a vender sus productos) y luego, tras la inauguración del ferrocarril a San Clemente en 1903, la plaza Arturo Prat. En 1880, durante la guerra del Pacífico, se conformó el Batallón Talca. Este cuerpo armado participó en las batallas de Chorrillos y Miraflores, y luego en la de Huamachuco, hecho de armas que puso fin al conflicto. Por la destacada actuación de su batallón, que perdió más de un tercio de sus efectivos entre muertos y heridos, muchos de estos mutilados, la ciudad recibió como trofeo de guerra la Estatua de la Victoria, figura alegórica que hoy preside la Alameda talquina.
En 1884 se instaló un servicio de tranvías, o carros de sangre, por calle 1 sur. Estos eran de manufactura estadounidense (construidos por J.G Brill, de Filadelfia), pero de dos pisos como los existentes en Inglaterra. En 1916, estimulada por el éxito de la iniciativa de Villa Alegre del año anterior, la ciudad compró equipo rodante usado y carros de la firma CET&L de Santiago e inauguró su propia sistema de tranvías. Hacia 1900 la ciudad ocupaba gran parte de lo que hoy se conoce como el casco antiguo, con un plano de damero, cuyos límites eran el río Claro al oeste, el cementerio municipal al norte, la calle 18 Oriente al este y el estero Piduco, al sur.
En el ámbito económico, a mitad del siglo XIX, el auge de la agricultura y, además, de la influencia adquirida por la aristocracia local, posibilitaron el surgimiento de una próspera actividad económica, centrada primeramente en los molinos. En particular, el trigo cobró especial importancia siendo esta región gran productora, exportándose dicha producción por el puerto de Constitución hacia destinos tan lejanos como California (Estados Unidos) en plena fiebre del oro, y Australia. Talca conoció industrias principalmente en los rubros molinero, vitivinícola, papelero, alimentario, del cuero y calzado y de manufacturas en general. Asimismo el rubro financiero alcanzó notoriedad con la creación del Banco de Talca en 1884. La importancia talquina se reflejó en un alza de su población, siendo la ciudad solo superada por Santiago, Valparaíso y Concepción.
Talca fue dando pasos más avanzados en el quehacer cultural y literario. Su primer periódico fue El Alfa, en 1844, cuyos redactores fueron Juan de la Cruz Donoso Cienfuegos, profesor del Instituto Literario de la ciudad, y Toribio Hevia. Aunque se mantuvo en circulación solo hasta 1849, con 246 números, fue el precedente para muchas otras publicaciones talquinas. Del Liceo de Talca salieron generaciones de escritores, abogados e intelectuales, entre ellos el connotado historiador Francisco Antonio Encina.

### SigloXX

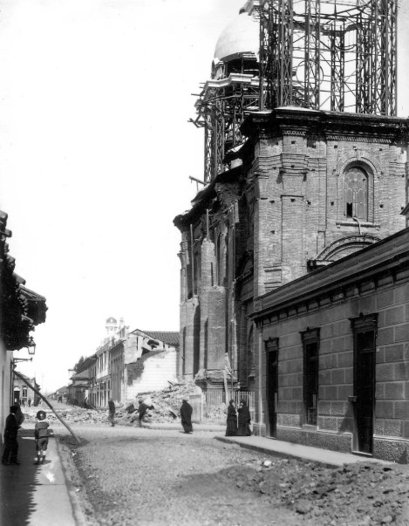
Antigua catedral de la ciudad dañada por el terremoto de 1906.

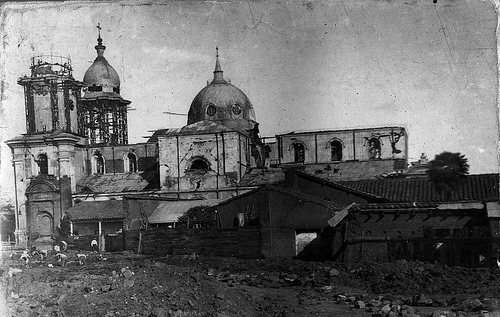
La misma catedral en demolición, vista desde la calle 2 Norte, tras el terremoto de 1928.

El 15 de noviembre de 1906 Enrique Prieto Reyes fundó el diario La Mañana, publicación neutral e independiente que registró el devenir de la Región del Maule por casi 90 años. Diversos cronistas escribieron en sus páginas, destacando entre ellos Benito Riquelme González, autor de las "Crónicas talquinas", que constituyen relatos íntimos y detallados de personajes y acontecimientos acaecidos durante gran parte del siglo XX.
En 1928 un fuerte terremoto destruyó parte importante (aproximadamente un 75%) de la ciudad. También causó daños de consideración en ciudades cercanas como Curicó y un maremoto mayor en Constitución. El sismo propició un importante cambio en las normas de planificación urbanística del Chile de la época, las que fueron potenciadas por el terremoto de Chillán, once años después, el cual coincidió con la fundación de la CORFO. Este factor, sumado a la Gran Depresión, la centralización de la actividad política y económica en Santiago y la emigración hacia la muy próxima capital (a la cual estaba unida por un ferrocarril), hizo disminuir la importancia de Talca en el contexto nacional y la pujanza de su industria.
Más adelante, la intensa migración desde las zonas rurales circunvecinas trajo consigo una expansión de la ciudad, desde la década de 1950, alterándose el límite del casco antiguo y formándose vastas villas y poblaciones en los cuatro puntos cardinales.
A partir de los ochenta, la decaída industria dio paso a un florecimiento de las actividades de comercio, servicios y aquellas derivadas de la agricultura y ganadería. En lo educativo, el antiguo Instituto Profesional de Talca se transformó en la Universidad de Talca (1981) y más tarde nació la Universidad Católica del Maule (1991).

### SigloXXI
En la actualidad Talca se consolida como el principal núcleo administrativo de la región, así como también el primer centro industrial, cultural y universitario del Valle Central de Chile. La acelerada expansión actual del área urbana no solo cubre la comuna de Talca sino también las vecinas de Maule, Pencahue y San Clemente, por lo que su trazado urbano ha debido modificarse de acuerdo a la creciente población y tráfico, con obras viales de mayor magnitud.
El terremoto del 27 de febrero de 2010 destruyó muchas de las construcciones antiguas de la ciudad, entre ellas varias de valor histórico-patrimonial, afectando tanto a las áreas residenciales como de infraestructura. Por tanto, toda imagen captada antes de dicho evento pasó a tener un valor histórico para dar cuenta de las características de la antigua ciudad, que desde entonces ha pasado por un proceso de reconstrucción y remodelación, destacando nuevas construcciones, obras públicas, de embellecimiento y edificios por variadas partes de la ciudad.

## Geografía
La ciudad se encuentra ubicada en la Depresión Intermedia, valle que se extiende por buena parte del territorio continental de Chile, y que se encuentra en el espacio que se desarrolla entre las cordilleras de la Costa por el oeste, y la de los Andes por el este.

### Geomorfología
La comuna de Talca se encuentra emplazada en las unidades geomorfológicas de Cordillera de la costa y Llano central fluvio-glacio-volcánico.

### Clima
Presenta según la clasificación climática de Köppen clima mediterráneo de lluvia invernal (Csa), propio de la depresión intermedia del país. Este presenta una estación seca de 5 meses.
Las precipitaciones son casi exclusivamente de origen frontal y más abundantes en invierno. El total de las precipitaciones entre mayo y agosto alcanza al 70% a 75% del total anual, lo que indica que en estas latitudes las precipitaciones que no son invernales alcanzan ya cierta importancia. El total de precipitaciones en Talca es de 750 mm, aunque estas están repartidas en solo aproximadamente 70 días, pero cuando estas ocurren suelen ser torrenciales y acompañadas de fuertes vientos.
Las temperaturas son bastante extremas, con diferencias importantes entre el día y la noche, con una temperatura media anual de 14.8°C. Los inviernos son fríos con frecuentes lluvias y nieblas, también son frecuentes las heladas desde mediados de otoño hasta principios de primavera, llegando por debajo de los 0 °C en la mayoría de los inviernos. Los veranos son, por lo general calurosos y secos, con máximas que frecuentemente sobrepasan los 30 °C, pero con mínimas frescas, superando ligeramente los 10 °C.
| Parámetros climáticos promedio de Talca | Parámetros climáticos promedio de Talca | Parámetros climáticos promedio de Talca | Parámetros climáticos promedio de Talca | Parámetros climáticos promedio de Talca | Parámetros climáticos promedio de Talca | Parámetros climáticos promedio de Talca | Parámetros climáticos promedio de Talca | Parámetros climáticos promedio de Talca | Parámetros climáticos promedio de Talca | Parámetros climáticos promedio de Talca | Parámetros climáticos promedio de Talca | Parámetros climáticos promedio de Talca | Parámetros climáticos promedio de Talca |
| Mes                                     | Ene.                                    | Feb.                                    | Mar.                                    | Abr.                                    | May.                                    | Jun.                                    | Jul.                                    | Ago.                                    | Sep.                                    | Oct.                                    | Nov.                                    | Dic.                                    | Anual                                   |
| --------------------------------------- | --------------------------------------- | --------------------------------------- | --------------------------------------- | --------------------------------------- | --------------------------------------- | --------------------------------------- | --------------------------------------- | --------------------------------------- | --------------------------------------- | --------------------------------------- | --------------------------------------- | --------------------------------------- | --------------------------------------- |
| Temp. máx. media (°C)                   | 30.8                                    | 30.0                                    | 27.1                                    | 22.1                                    | 16.8                                    | 13.6                                    | 13.6                                    | 15.5                                    | 18.4                                    | 22.2                                    | 25.6                                    | 29.2                                    | 22.1                                    |
| Temp. media (°C)                        | 22.1                                    | 21.0                                    | 18.2                                    | 14.2                                    | 10.9                                    | 8.7                                     | 8.5                                     | 9.5                                     | 11.7                                    | 14.7                                    | 17.5                                    | 20.4                                    | 14.8                                    |
| Temp. mín. media (°C)                   | 13.5                                    | 11.9                                    | 9.8                                     | 7.1                                     | 5.6                                     | 4.2                                     | 3.8                                     | 4.0                                     | 5.3                                     | 7.4                                     | 9.6                                     | 11.9                                    | 7.7                                     |
| Lluvias (mm)                            | 8.5                                     | 6.1                                     | 13.2                                    | 41.4                                    | 142.1                                   | 168.6                                   | 135.0                                   | 86.4                                    | 57.1                                    | 25.8                                    | 18.1                                    | 10.5                                    | 712.8                                   |
| Horas de sol                            | 359.6                                   | 288.2                                   | 263.5                                   | 168.0                                   | 105.4                                   | 75.0                                    | 93.0                                    | 145.7                                   | 183.0                                   | 248.0                                   | 300.0                                   | 337.9                                   | 2567.3                                  |
| Humedad relativa (%)                    | 58.2                                    | 62.7                                    | 69.4                                    | 78.1                                    | 86.9                                    | 89.5                                    | 88.7                                    | 85.0                                    | 79.2                                    | 72.7                                    | 64.1                                    | 58.9                                    | 74.4                                    |
| Fuente: Universidad Católica de Chile   |                                         |                                         |                                         |                                         |                                         |                                         |                                         |                                         |                                         |                                         |                                         |                                         |                                         |

### Hidrografía

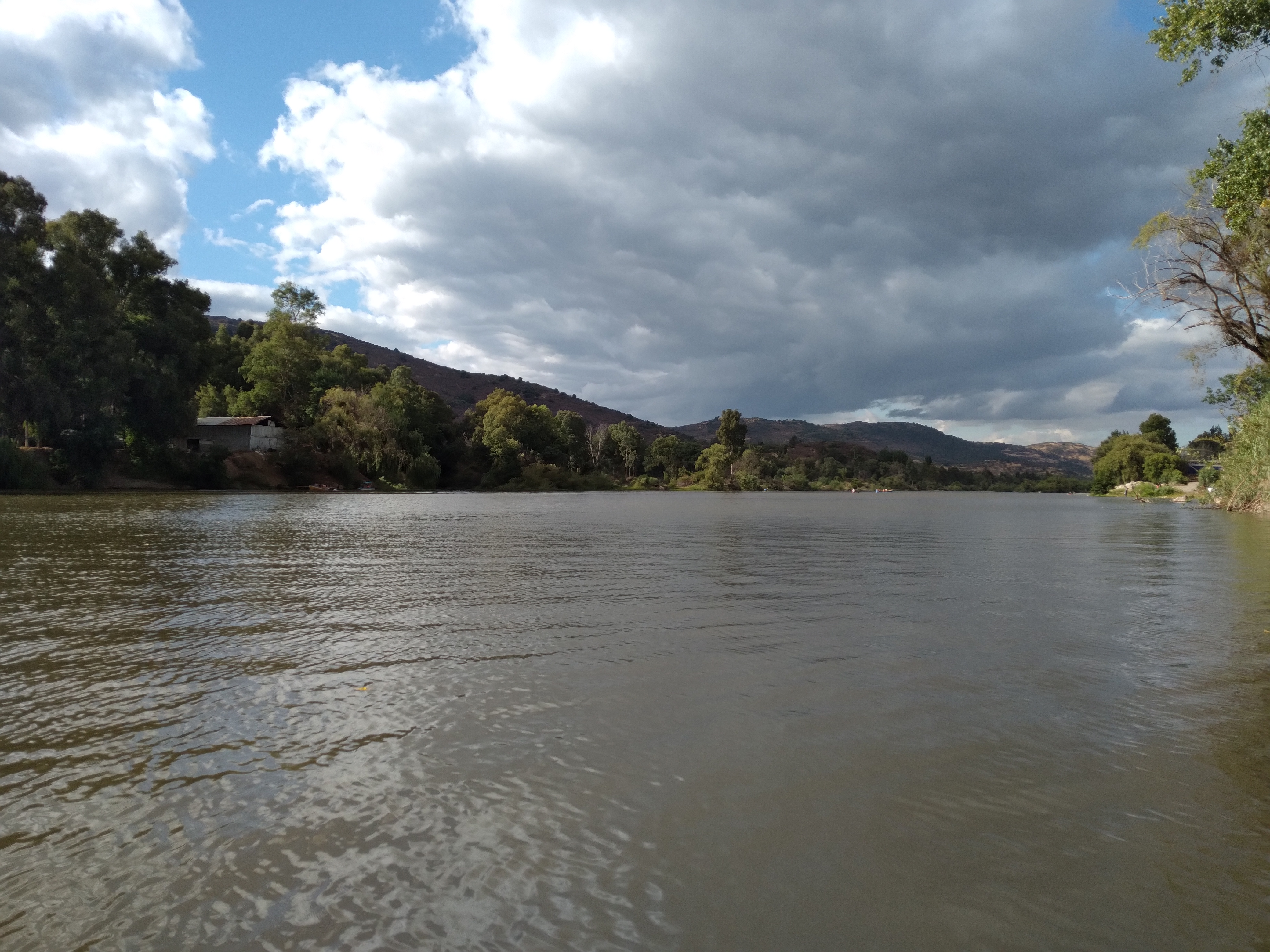
Río Claro.

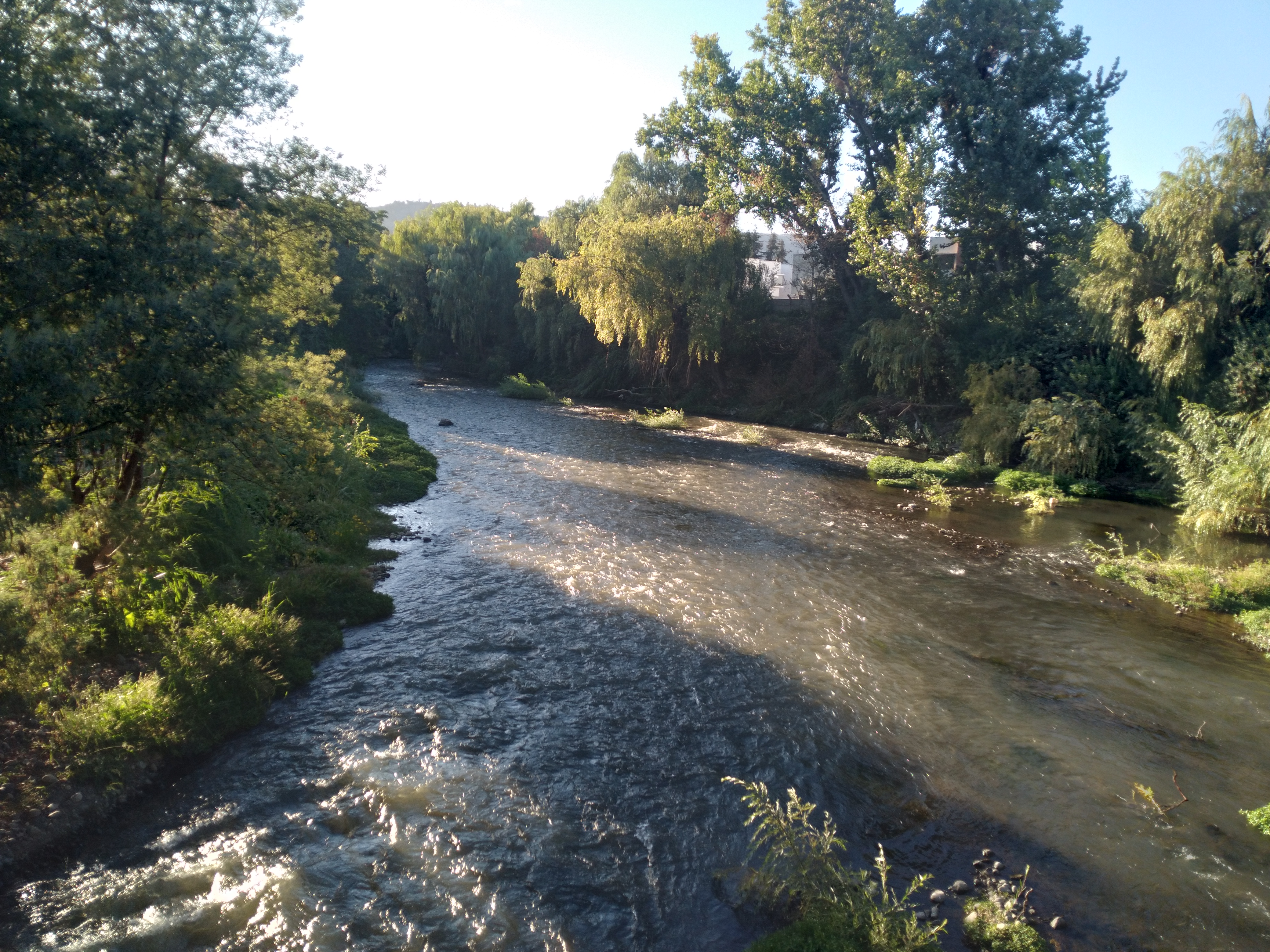
Estero Piduco.

Esta además se halla en la cuenca hidrográfica de río Maule. Además, la comuna posee diversos cuerpos de agua, entre los que se destacan el río Claro y río Lircay.
El valle del río Maule, que junto al Claro y Lircay rodean la ciudad, permiten la producción agrícola de diversos productos, especialmente la vid. Se encuentra el primer y principal embalse llamado Los Cipreses construido en la década de 1950 a orillas de la Laguna del Maule, que limita con Argentina. El río Maule, ubicado al sur de la ciudad, fue históricamente el límite entre los territorios ocupados primero por los incas y posteriormente los colonizadores españoles, con los mapuches, constituyendo en un primer momento el territorio conocido como La Frontera.
Talca está atravesada por numerosos esteros y canales, resabios de la actividad agrícola en las respectivas zonas. Entre los diferentes cursos de agua están el estero Piduco (que divide el centro de la ciudad y el área sur), el estero Caiván (límite con la comuna de Maule) y los canales Baeza, Cartón, Williams, entre otros.

## Medio ambiente

### Componentes bióticos

Trazado simplificado de los ecosistemas y cuerpos de agua presentes en la comuna de Talca.

Dentro del territorio de la comuna se pueden hallar los siguientes ecosistemas:
- Bosque esclerófilo mediterráneo interior donde predominan Lithrea caustica y Peumus boldus.
- Bosque espinoso mediterráneo interior donde predominan Acacia caven y Lithrea caustica.

### Medidas de protección ambiental y conflictos socioambientales
Desde noviembre de 2024, Talca cuenta con el humedal urbano Cajón del Río Claro y Estero Piduco, con una superficie de más de 300 hectáreas que se encuentran en la llanera de inundación provocada por los dos cursos de agua homónimos.

### Reciclaje
Desde 2019, el municipio comenzó a hacer los esfuerzos para promover el reciclaje en la ciudad. Se comenzó en dicho año con el reparto en hogares de bolsas reutilizables, las cuales contaban con distinciones por colores para la separación de residuos. En el mismo periodo, se realizó la apertura de los primeros Centros Municipales de Reciclaje (CMR), colocando allí sectores donde depositar los residuos separados, además de espacios para chatarra y escombros. En 2021, se comenzó con la entrega de kits de reciclaje domiciliarios para facilitar aún más el proceso de separación de residuos. En la actualidad son 7 los CMR, a los que se les suman otros privados.
En 2020, comenzó la ejecución de obras para abrir en la comuna una planta de compostaje (reciclaje de desechos orgánicos), que pretende dar tratamiento a 20 toneladas diarias de residuos vegetales que produce la ciudad, especialmente los desechos del CREA y el parque industrial.

## Demografía
La ciudad de Talca tiene según el censo del año 2017 una población de 220 357 habitantes. Al incluir la población del sector sur poniente de Talca (conurbado con la comuna de Maule), se estima que la población total asciende a cerca de 270.000 personas.
En los censos anteriores, la población había aumentado desde 159 711 habitantes en 1992 a 189 505 en 2002.

### Grupos étnicos extranjeros
En la ciudad existieron diversas comunidades que se fusionaron con la población preexistente (indígenas y mestizos) dando forma a los actuales habitantes de la ciudad. Los extranjeros provenían principalmente de España (Castilla, Andalucía, Extremadura y el País Vasco) y del Oriente Medio (palestinos, libaneses y algunos sirios), estos últimos eran en su gran mayoría de religión cristiana que escapaban de la persecución de los dirigentes islámicos. Esta comunidad ingresó al país con pasaporte del Imperio Turco Otomano, lo cual derivó en que los habitantes locales los denominaran "turcos" aunque la gran mayoría de ellos eran étnicamente levantinos.
Otras comunidades de extranjeros de menor tamaño incluyen a ingleses y franceses. Es reconocida la influencia de estos dos grupos en la élite talquina, especialmente en el plano cultural y de infraestructuras en el siglo XIX y XX. Los ciudadanos franceses e ingleses avecindados en Talca estuvieron vinculados preferentemente a actividades comerciales e industriales. Fueron dueños de importantes tiendas, como "La Estrella Blanca" o "La Bola De Oro", y de pequeños locales comerciales. Tanto franceses como ingleses participaron en la vida pública talquina, fundando e integrando clubes sociales y deportivos como el club Rangers (1902) y el Talca National (1906), instituciones de beneficencia, logias masónicas, periódicos y sindicatos. Además, sus descendientes participaron de la vida política, ocupando diversos cargos dentro del gobierno local y el Estado chileno.
Otro grupo étnico importante dentro de la ciudad son los italianos, quienes llegaron a finales del siglo XIX e inicios del siglo XX. Destacaron en la época por su influencia en diversas esferas, como la arquitectura, la pintura y el deporte, con nombres como Pablo Varoli, Antonio Bertoni y otros quienes influirían fuertemente, tanto ellos como sus descendientes, en el tejido social de la ciudad. La estatua de la Loba Capitolina (ubicada en plaza Italia), obra del destacado escultor italiano Angiolo Vannetti, fue regalada por la comunidad italiana de la ciudad en 1939 e inaugurada con la plaza el 19 de diciembre de 1942, con lo cual conmemora a esta colonia hasta nuestros días. En la actualidad estos grupos están totalmente integrados en la sociedad talquina.

### Religión

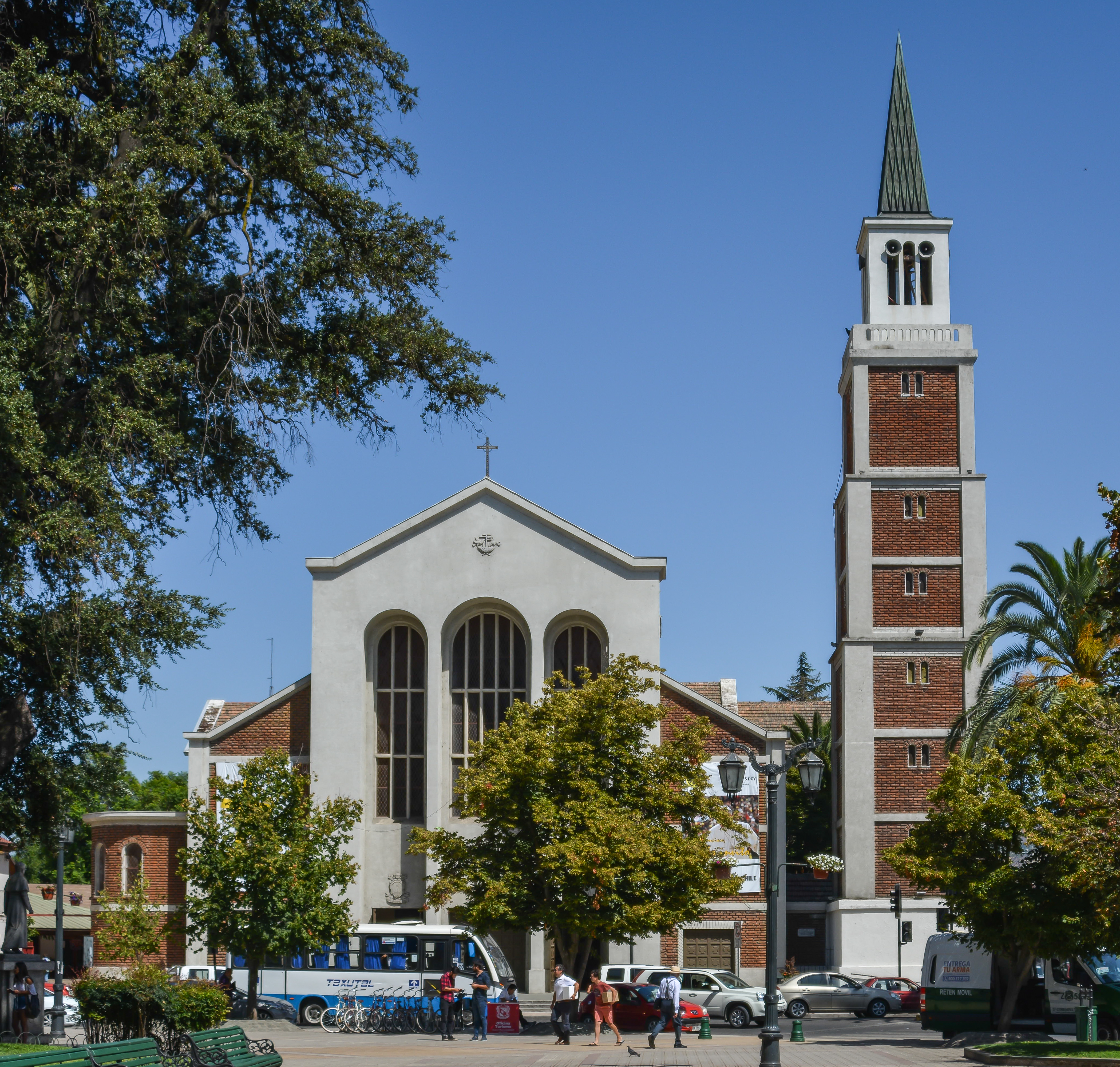
Catedral de San Agustín.

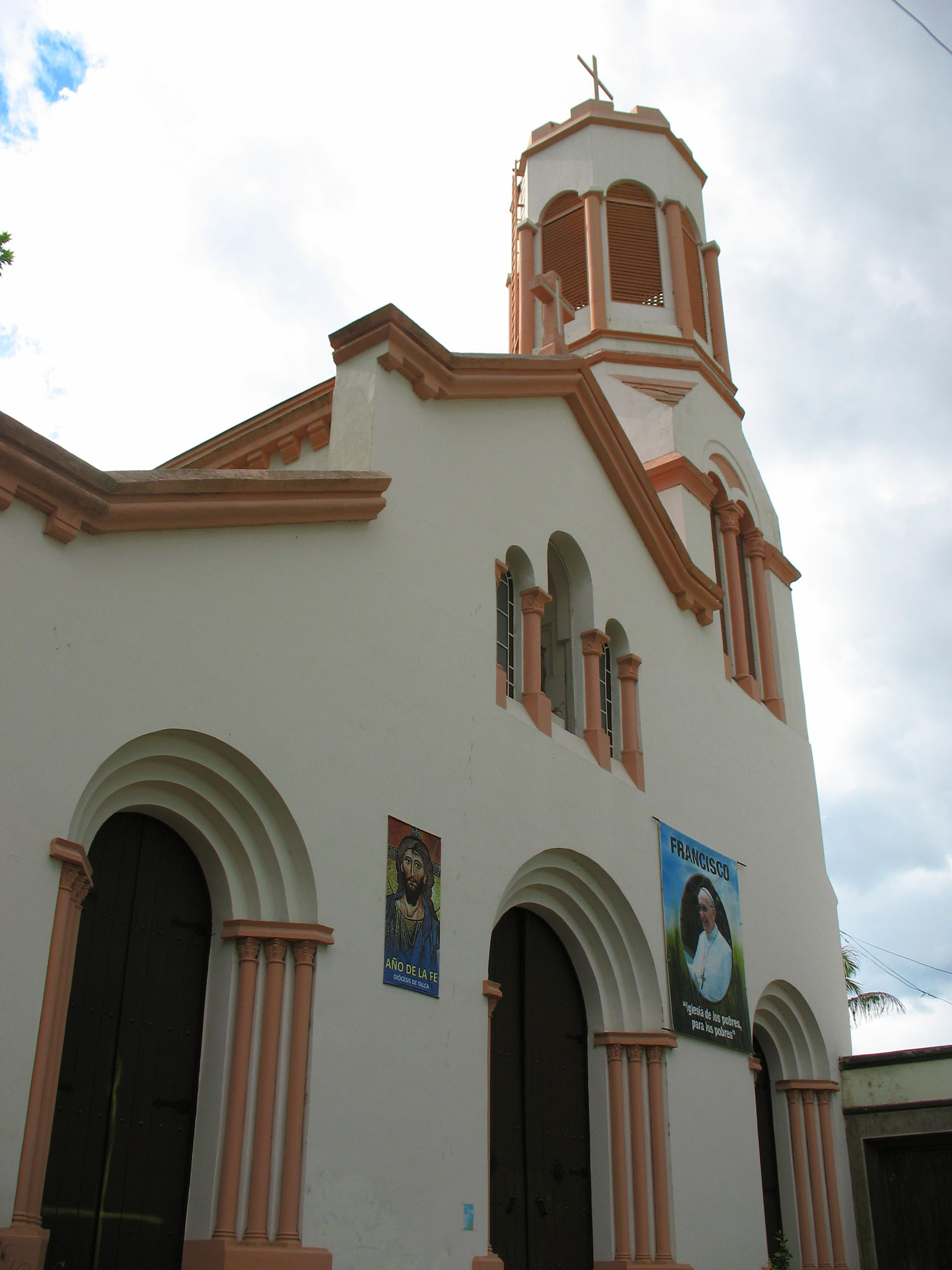
Iglesia de San Francisco (o Pompeya).

La Iglesia católica ha tenido históricamente una fuerte y predominante presencia en la vida de los talquinos. En la época de la independencia la ciudad tuvo relevante importancia a nivel eclesiástico por la presencia del Obispo José Ignacio Cienfuegos, activo promotor de las reformas federalistas de 1826. En los años 1960 la iglesia se destacó por su promoción de una reforma agraria; en las labores sociales tuvieron intenso papel el obispo Manuel Larraín, su sucesor Carlos González Cruchaga, y el que sería arzobispo de Santiago, Raúl Silva Henríquez, férreo defensor del respeto a los derechos humanos durante la dictadura militar y bajo cuyo alero se creó el Comité Pro Paz durante los primeros años de la dictadura, que derivaría luego en la Vicaría de la Solidaridad.
Los talquinos han sido desde la fundación de la ciudad y hasta el día de hoy, abrumadoramente, fieles seguidores del catolicismo. De acuerdo a fuentes ligadas a la iglesia, en 1950 el 93,3% de la población cubierta por la diócesis de Talca se consideraba católica, porcentaje que se mantuvo prácticamente intacto hacia 1970, cuando alcanzaba un 92%. A partir de esa fecha la institución ha disminuido significativamente el número de sus fieles, alcanzando un 81% en el año 2000, cifra que se redujo hasta un 75,5% en 2010.
Los grupos de otras religiones incluyen a la comunidad judía y protestantes evangélicos, aunque estos últimos no constituyen una iglesia unitaria y se caracterizan por ser grupos minoritarios segregados en distintas congregaciones.

### Localidades y sectores
Como consecuencia del ordenamiento comunal, existen una serie de localidades parcialmente distantes que se encuentran anexadas formalmente a la comuna de Talca.
Las principales localidades corresponden a Panguilemo, Mercedes y Huilquilemu. Otras, como El Culenar o San Miguel, ya fueron alcanzadas por la urbe.

### Barrios de Talca
La expansión urbana de Talca ha dado origen a barrios de características muy diferentes. En el centro se ubican los servicios públicos, el comercio y el resto de las actividades empresariales. Hacia el oriente la presencia de la Estación de Ferrocarriles del Estado y los terminales rodoviarios originan la existencia de una densa área comercial, en lo que se denomina barrio Oriente. Hacia la periferia de la ciudad (Carretera Panamericana Sur) se emplazan zonas industriales. Al norte y sur de la ciudad se extienden diversos sectores residenciales de estrato medio y bajo y, al oriente (camino a San Clemente), se ha ido consolidando un barrio residencial de estrato alto.

## Administración

### Municipalidad

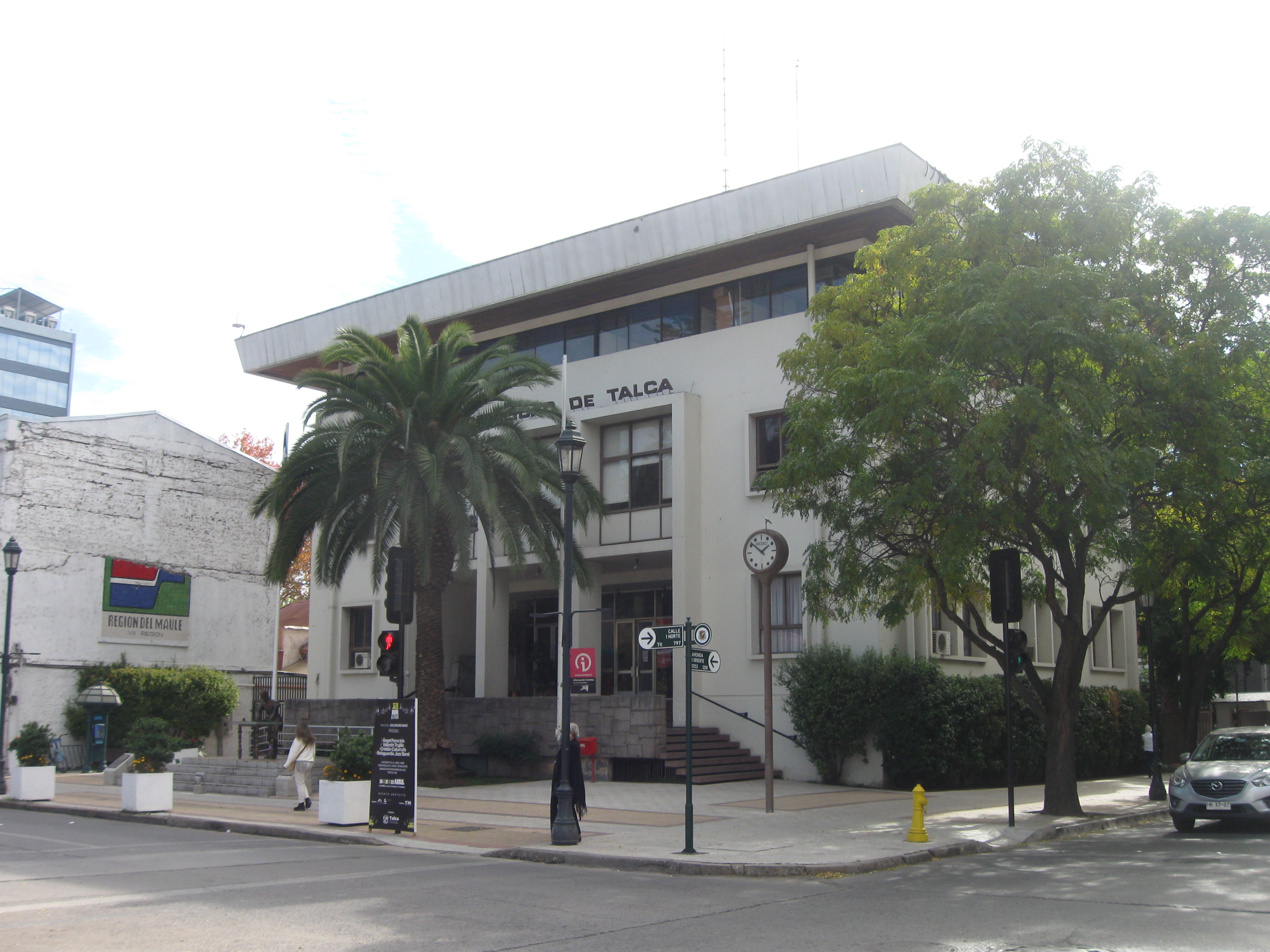
Edificio de la Municipalidad de Talca.

La comuna de Talca es dirigida en el período 2024-2028 por el alcalde Juan Carlos Díaz Avendaño (RN), quien a su vez, preside el Concejo Municipal, compuesto por los siguientes concejales:
- Ervin Castillo Arancibia (Ind./RN).
- Patricio Mena Gutiérrez (RN).
- Cristofer Moller Badilla (RN)
- Melania Moya Plaza (PC).
- Rodrigo Poblete Reyes (PS).
- Paula Retamal Retamal (PR).
- Marcelo Rojas García (Ind./UDI).
- Juan Valdebenito Mansilla (Ind./RN).
- Manuel Yáñez Olave (RN).
- Mauricio Zeballos Alfaro (PRCh).

### Representación parlamentaria
La comuna de Talca pertenece al Distrito Electoral N.º 17, el cual es representada por los siguientes diputados para el período 2022-2026. En cursiva, aquellos que fueron desaforados:
- Roberto Celedón Fernández (Ind.-FA).
- Felipe Donoso Castro (UDI).
- Jorge Guzmán Zepeda (Evópoli).
- Benjamín Moreno Bascur (PRCh).
- Francisco Pulgar Castillo (Ind.).
- Hugo Rey Martínez (RN).
- Alexis Sepúlveda Soto (PR).

También, la comuna pertenece a la IX Circunscripción Senatorial, el cual es representada por los siguientes senadores para el período 2018-2026:
- Juan Castro Prieto (PSC).
- Juan Antonio Coloma Correa (UDI).
- Rodrigo Galilea Vial (RN).
- Ximena Rincón González (D).
- Paulina Vodanovic Rojas (PS)

## Economía

### Sector primario
Las bases de recursos naturales son variadas, pero la agricultura ocupa un lugar fundamental en la economía talquina. En la actualidad cultivos habituales son hortalizas, frutales y cereales, en los sectores rurales de la comuna como Huilquilemu, Lircay, El Oriente, Victoria, Aurora, Panguilemo, entre otros. Sin embargo son las viñas las que adquieren especial importancia, siendo el Valle del Maule, cuya cabecera es Talca, la zona de mayor producción de vino del país con cerca de 45% del total nacional.
La actividad ganadera (principalmente porcino y ave) es importante dado que en ella se fundamentan importantes industrias. La minería, representada por el yacimiento El Chivato (oro), hoy está inactiva.

### Sector secundario y terciario

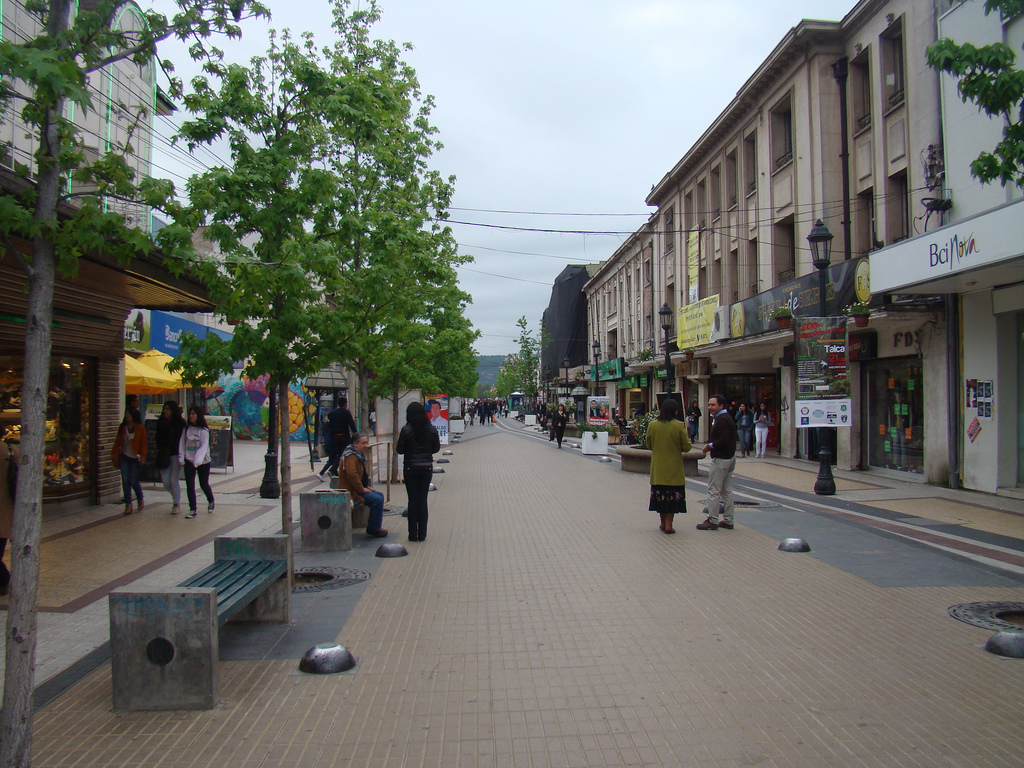
Paseo peatonal 1 Sur.

Talca es el principal centro industrial de la región y del valle Central. Alberga industrias que básicamente se ocupan del procesamiento de los recursos agrícolas de la zona adyacente. Rubros destacados son la industria papelera, de la madera, plásticos y metalurgia; industria conservera, molinera, de alimentos y bebidas -como por ejemplo Calaf-, procesamiento de carne y embutidos (especialmente vacunos, porcinos y aves) -en que destaca Productos Fernández-.También se destaca la industria de la vitivinicultura.
Fue crucial la llegada de emprendedores inmigrantes (españoles, árabes, italianos y alemanes) que reforzaron las manufacturas y el comercio. Junto con esto, el desarrollo hidroeléctrico en la provincia de Talca impulsó aún más la actividad industrial, con la central Colbún-Machicura, construida en la década de 1980.
Sin embargo, numerosos terremotos (1928, 1939 y 1960) y la excesiva centralización política y económica de Chile en torno a Santiago, han mermado el crecimiento industrial talquino, especialmente desde la segunda mitad del siglo XX.
La ciudad es un importante polo de comercio y servicios. Su principal arteria comercial es la calle 1 Sur, donde se localizan, junto con su par 1 Norte, la mayoría de los bancos, instituciones financieras, comercios minoristas y las más importantes tiendas por departamento. Además, cuenta con tres centro comerciales (malls) repartidos en distintos puntos de la ciudad. Estos son:
- Plaza Maule: ubicado en el sector oriente de la ciudad, el cual ha tenido constantes cambios de fachada y ampliaciones. El nombre del mismo no guarda relación con la cadena santiaguina Mallplaza.
- Portal Centro: ubicado en el centro de la ciudad, el cual también cuenta con una clínica en los niveles superiores.
- Go Florida: ubicado en el sector surponiente de la ciudad, contemplado como un espacio de tiendas de tipo outlet.

En 2018, la cantidad de empresas registradas en Talca fue de 6.724. El Índice de Complejidad Económica (ECI) en el mismo año fue de 2,21, mientras que las actividades económicas con mayor índice de Ventaja Comparativa Revelada (RCA) fueron Reciclaje de Vidrio (133,98), Extracción de Minerales de Uranio y Torio (133,98) y Servicios de Control de Incendios Forestales (65,89).

## Relaciones internacionales
La ciudad de Talca es sede de una serie de instituciones de relaciones internacionales, tales como la Unidad Regional de Asuntos Internacionales (URAI) del Gobierno Regional del Maule, encargada del análisis y gestión de las relaciones bilaterales y multilaterales de la región con América Latina y el resto del mundo, la Unidad Regional de Promoción y Atracción de Inversiones, la oficina regional del Servicio Nacional de Migraciones, la oficina regional de la Dirección General de Promoción de Exportaciones (ProChile), el Departamento de Migraciones y Policía Internacional de la Policía de Investigaciones, y la Oficina de Migrantes de la Municipalidad de Talca.
En materia de internacionalización en educación superior, los principales actores dentro de Talca son la Dirección de Relaciones Internacionales de la Universidad de Talca y la Dirección de Relaciones Nacionales e Internacionales de la Universidad Católica del Maule.

### Consulados
- Austria (Consulado Honorario)
- España (Consulado Honorario)
- Marruecos (Consulado Honorario)
- Indonesia (Consulado Honorario)
- Italia (Viceconsulado Honorario)

## Servicios

### Salud

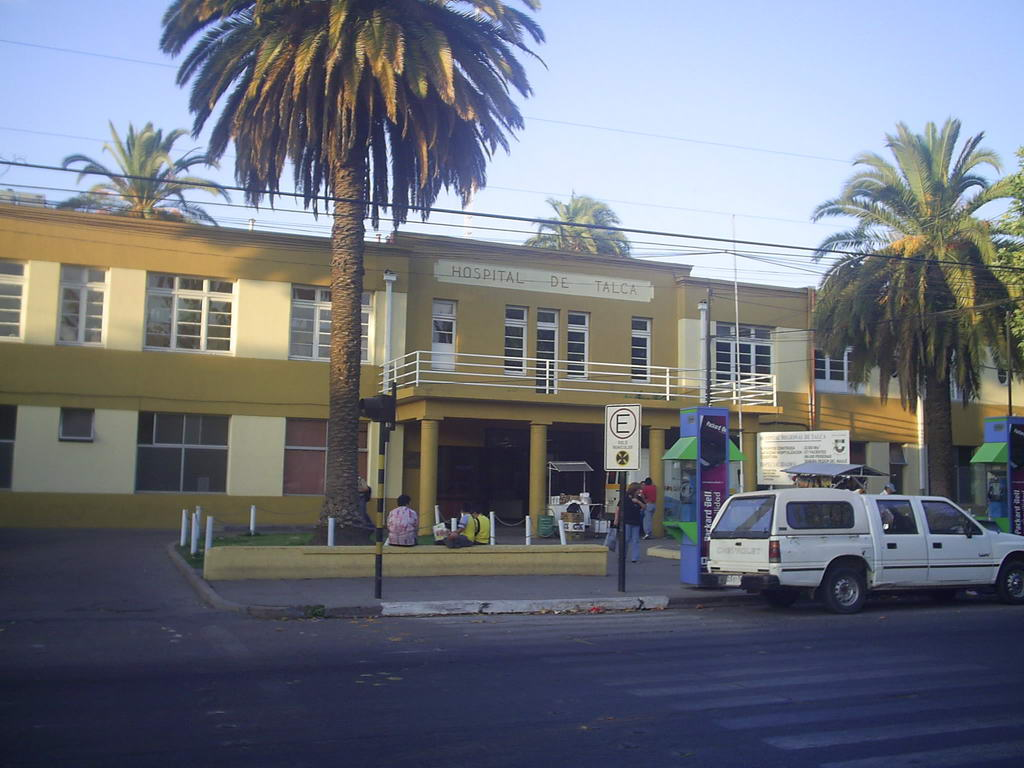
Hospital Regional de Talca antiguo, demolido tras el terremoto de 2010.

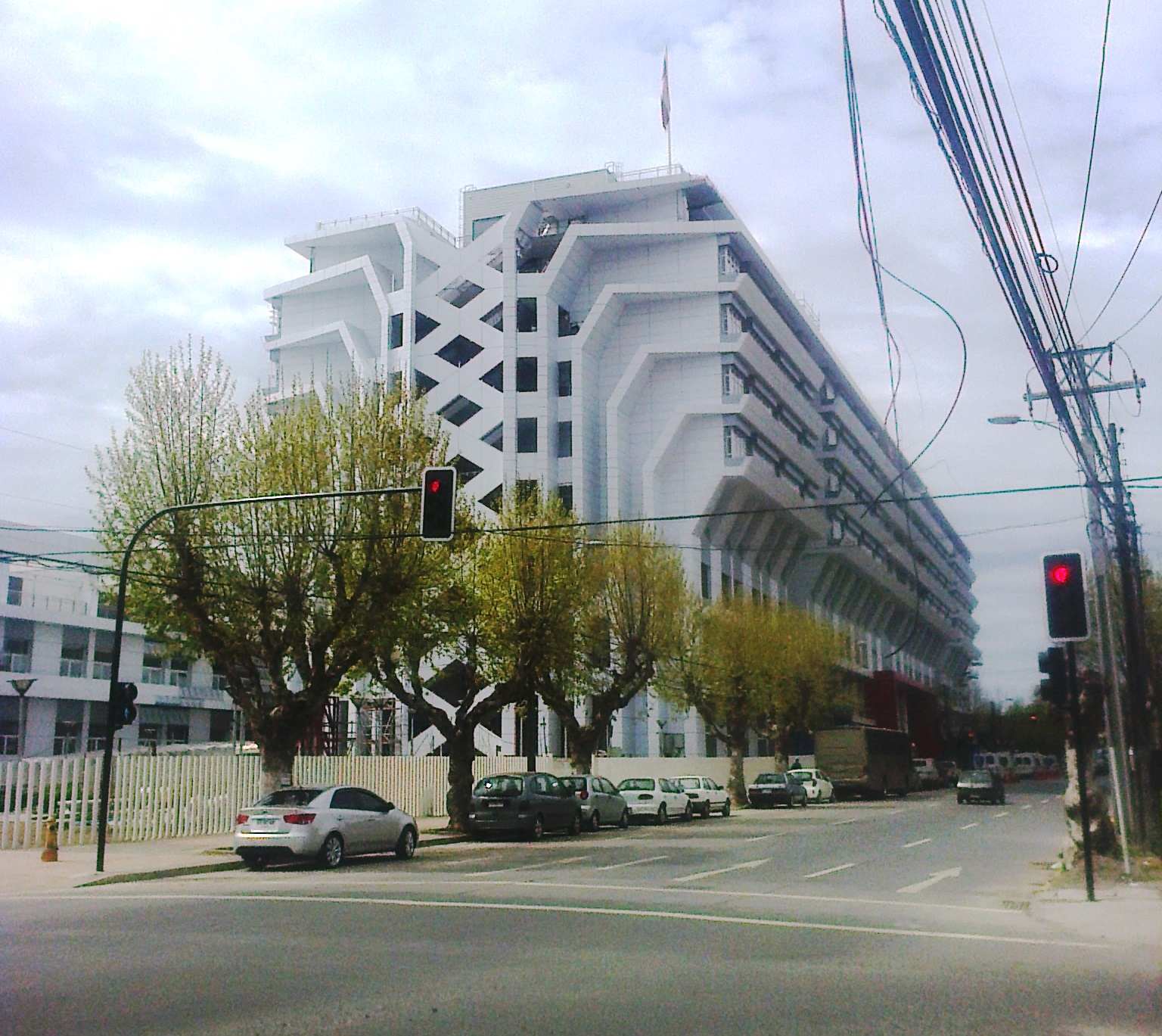
Hospital Regional de Talca actual, emplazado en el mismo lugar del antiguo.

Talca cuenta con el Hospital Regional de Talca Dr. César Garavagno Burotto, uno de los más antiguos de Chile y que forma parte del sistema público de salud. Este recinto en los últimos años ha sido blanco de bulladas críticas tanto a nivel local como nacional; varias de sus autoridades han sido destituidas. Sin embargo, el Hospital ha sufrido recientes ampliaciones que lo han dotado de una Clínica (ex pensionado) y un Centro de Diagnóstico Terapéutico anexas a él, con lo cual se espera que los niveles de atención mejoren considerablemente.
Además del Hospital, el sistema público está además compuesto por trece centros de salud repartidos en la comuna:
CESFAM:
- Bicentenario.
- Carlos Trupp Wanner.
- Dr. José Dionisio Astaburuaga.
- Dr. Julio Contardo Urzúa.
- Faustino González.
- La Florida.
- Las Américas.
- Magisterio.

CECOSF:
- Brilla el Sol.
- Carlos Trupp.
- Nuevo Horizonte.

Postas:
- Mercedes.

Otros:
- Clínica Oftalmolófica Municipal
- Clínica Odontológica Municipal Sonreímos Junto a Ti
- Centro Veterinario Municipal.

Gran parte del Hospital de Talca sufrió graves daños estructurales causados por el Terremoto de Chile de 2010, por lo cual fue demolido y actualmente ha sido reemplazado por un moderno edificio dotado de los más modernos instrumentos y servicios hospitalarios en beneficio de la región.
En el ámbito privado, Talca cuenta con diversos centros de salud, entre ellos clínicas y laboratorios.

### Educación

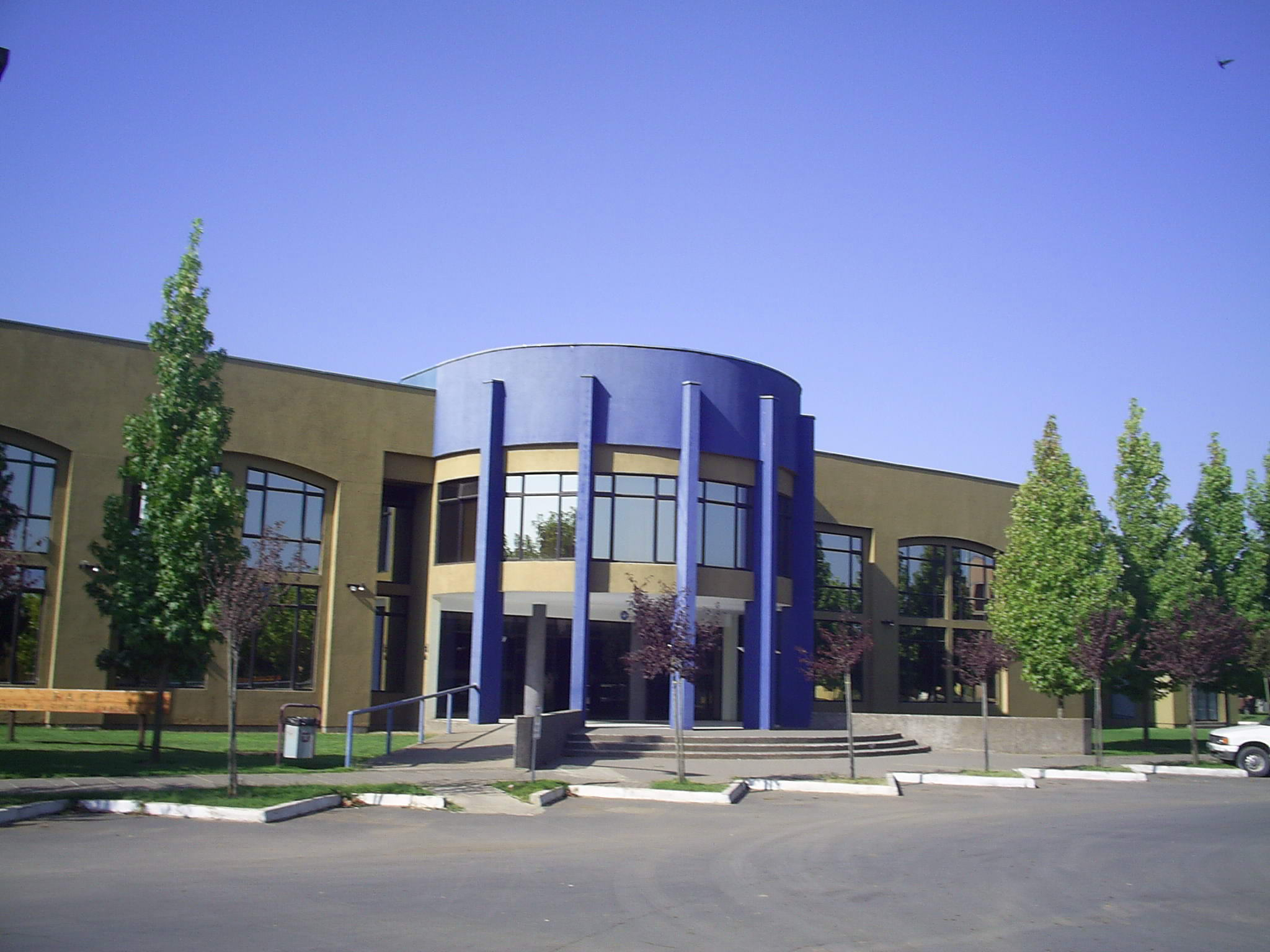
Edificio de la Facultad de Economía y Negocios de la Universidad de Talca.

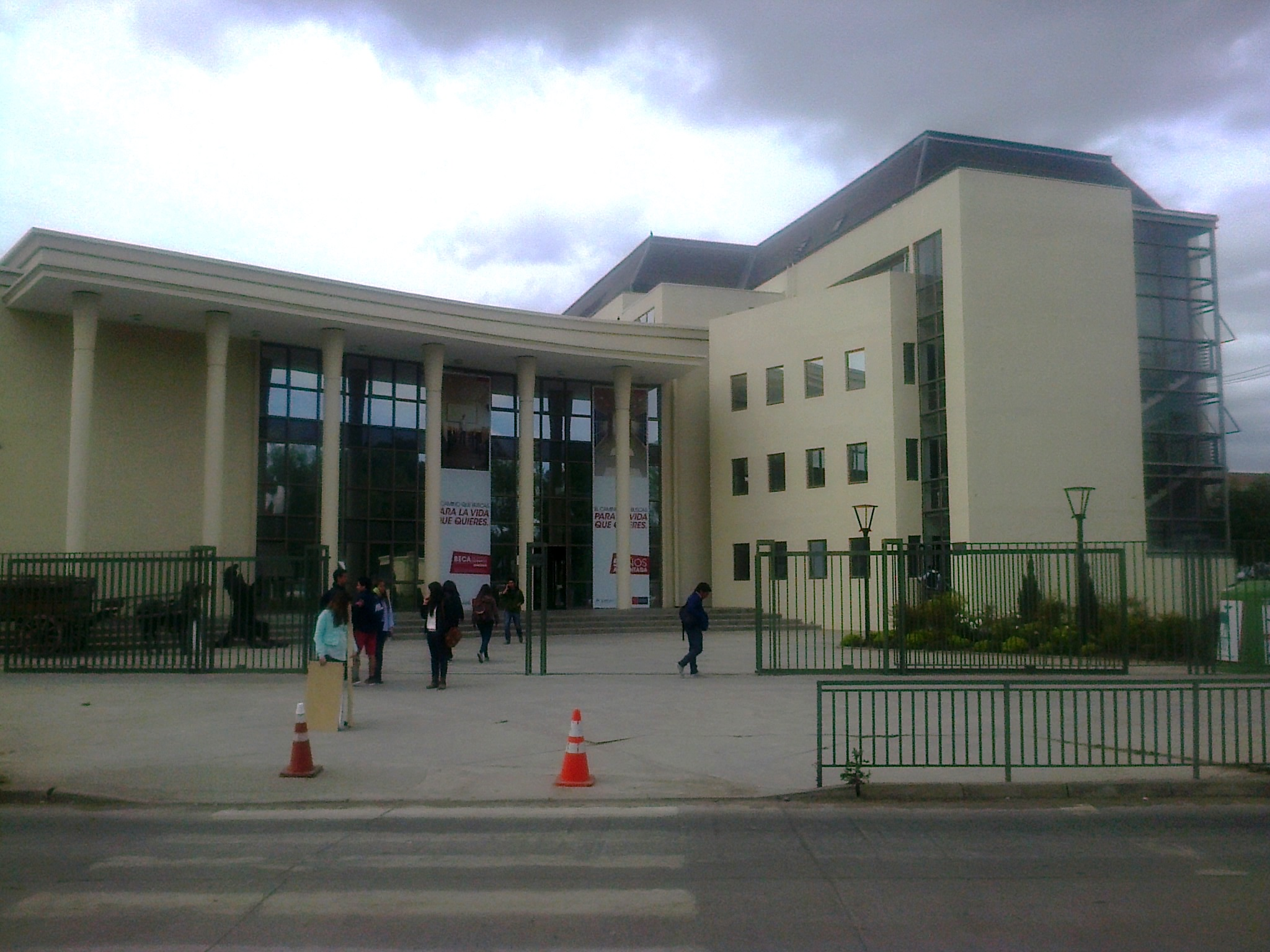
Campus Talca de la Universidad Autónoma de Chile.

De acuerdo al Ministerio de Educación de Chile existen en Talca 143 establecimientos de educación parvularia, básica y media, en la ciudad, de los cuales 52 son municipales, 86 particulares subvencionados y 4 particulares pagados no subvencionados. En 2007, la ciudad contaba con un volumen de matrícula que se desglosa del siguiente modo: Educación Prebásica (5313 alumnos); Educación Básica (30 068); Educación Media Humanista-Científico (8945); Educación Media Técnico Profesional (9.761).
A su vez, la ciudad es la sede de la Universidad de Talca, que es la única Universidad Estatal de la región, y que además pertenece al CRUCH. Otra importante casa de estudios es la Universidad Católica del Maule, organismo de carácter privado perteneciente a la Iglesia católica, la cual también participa del CRUCH. También cuentan con sede las siguientes universidades e institutos: Universidad Autónoma de Chile, Universidad Santo Tomás, Universidad La República, la Universidad Tecnológica INACAP, Instituto IPLACEX y el Instituto Profesional AIEP de la Universidad Andrés Bello.
Además, cuenta con diversos Centros de Formación Técnica.

## Cultura y sociedad

### Centros culturales

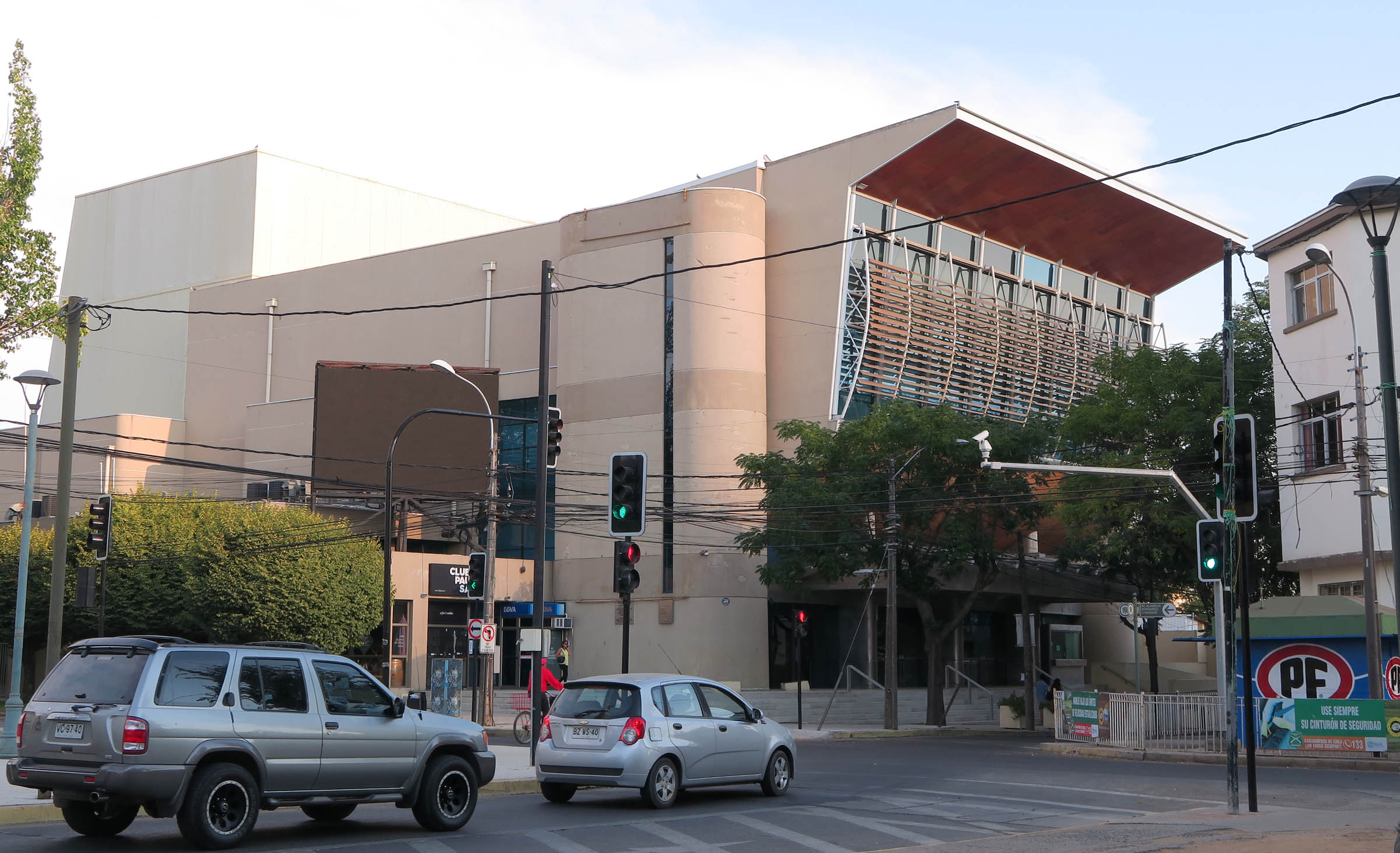
Teatro Regional del Maule

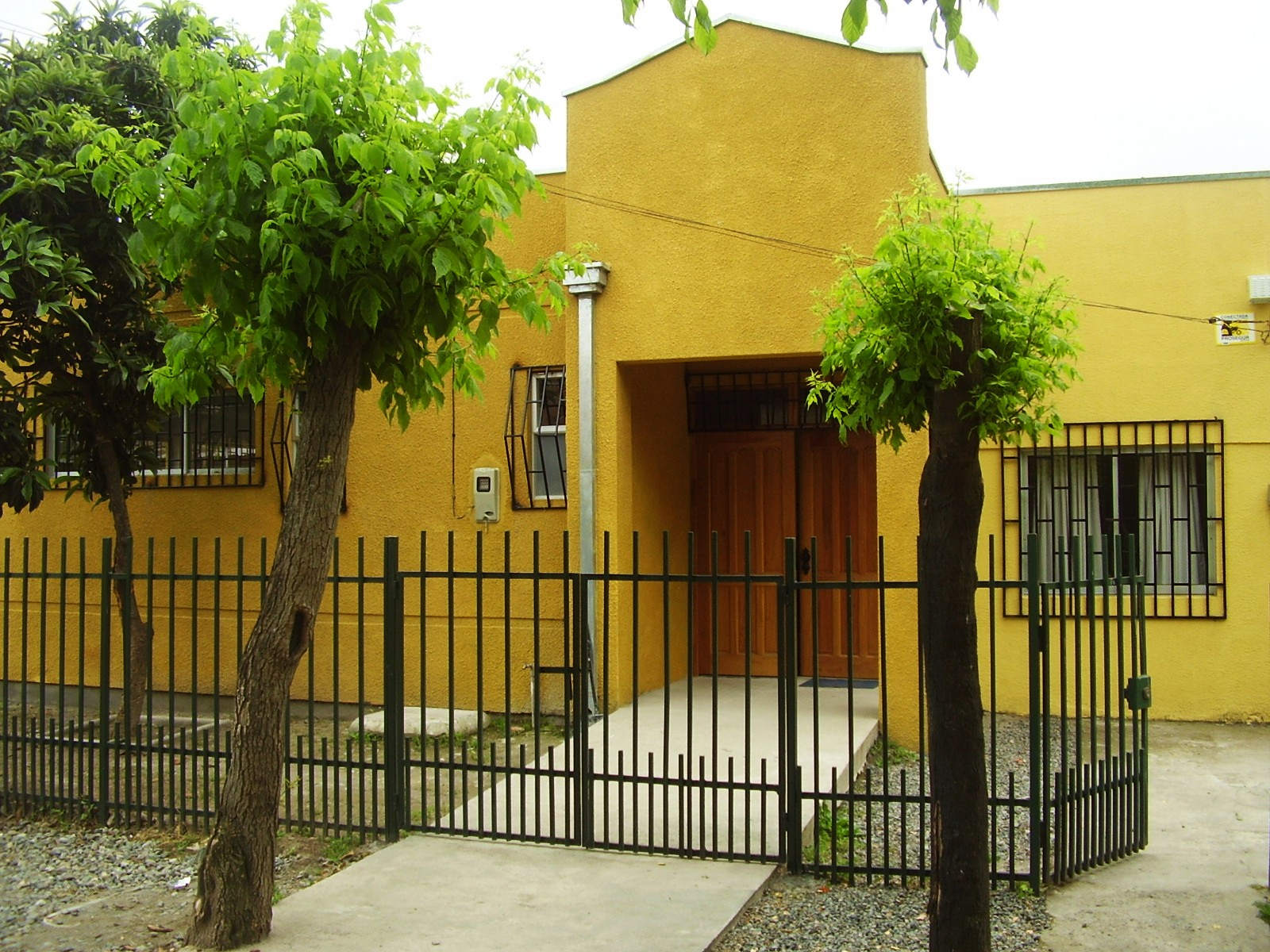
Biblioteca La Florida N.º 256

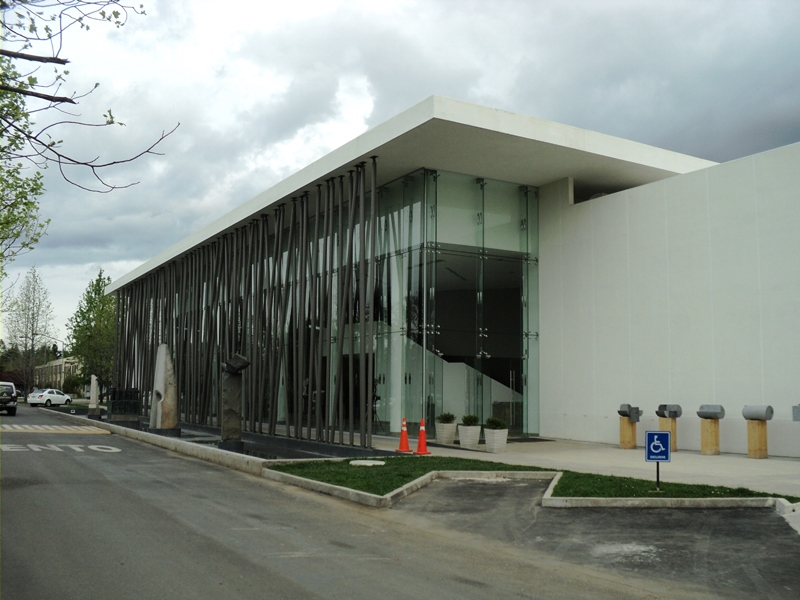
Salón Lily Garafulic de la Universidad de Talca.

- Museo O'Higginiano y de Bellas Artes de Talca: Fue fundado en 1925 por iniciativa del escultor talquino José Miguel Cruz, e inaugurado por el entonces ministro de Educación, José Santos Salas. En 1964 este Museo recibió el nombre de O'Higginiano. Contiene importantes réplicas de documentos históricos y colecciones de diversas temáticas, enfocado principalmente en la región del Maule. En esta casa, el 12 de febrero de 1818, se firmó el borrador del Acta de Independencia de Chile. Por otra parte, el Museo cuenta con una rica pinacoteca, principalmente de artistas nacionales y de otros avecindados en Talca, como de Mauricio Rugendas.

- Bibliomóvil: Biblioteca móvil que recorre siete localidades rurales de la región y cuatro sectores urbanos de Talca. Pertenece al Servicio Nacional del Patrimonio Cultural, del Ministerio de las Culturas, las Artes y el Patrimonio y lleva material literario a los puntos más apartados y de alta ruralidad en forma gratuita.[54]

- Teatro Regional del Maule (TRM): Teatro ubicado en la Alameda, esquina 1 Oriente. Inaugurado el 5 de septiembre de 2005, con fondos de la Ilustre Municipalidad y de los gobiernos de Chile y del País Vasco, España. Ocupa el sitio del antiguo Teatro Municipal que había empezado sus funciones en 1874 y fue demolido en 1966; la construcción que intentó reemplazarlo en su lugar no prosperó. El TRM fue el más moderno teatro de Sudamérica, con capacidad para 1.060 espectadores y los últimos adelantos en acústica, escenografía e iluminación, que han hecho posible espectáculos de alto nivel. El primer artista en presentarse en ese escenario fue Joan Manuel Serrat.

- Centro Cultural La Aldea: Es una institución privada, que abrió sus puertas al público el día 5 de agosto de 2010, gracias al financiamiento aportado por el Fondo de Reconstrucción del Instituto Nacional de la Juventud (INJUV). Cuenta con una ludoteca y una sala de juegos abierta a todo público. Al mismo tiempo se realizan talleres, charlas y conferencias.

- Biblioteca Pública Municipal N°256 La Florida: Fundado el 18 de diciembre de 1984; ubicada en el sector sur poniente de la ciudad. A través de un comodato del alcalde Manuel Gamboa Valenzuela y la Unidad Vecinal N°30 de La Florida, se otorga el préstamo de la propiedad con el fin exclusivo de la creación e instalación de la biblioteca. Los usuarios y socios de la biblioteca cuentan con una sala computacional, capacitación gratuita, acceso a internet o realizar gestiones ante organismos públicos, además de facilitar el acceso igualitario a la información. Se cuenta además con una sala de rincón Infantil donde hay diferentes tipos de libros, revistas, cómics, historietas y juegos para niños, un rincón de escritores maulinos, donde hay algunos ejemplares inéditos donados por sus propios autores y una sala multiusos donde se realizan talleres, reuniones y capacitaciones.

### Gastronomía
Talca cuenta con una variada oferta gastronómica, que combina influencias de la comida tradicional chilena con ingredientes locales y platos típicos de la región. Algunos de ellos son:
- El chancho en piedra: Una salsa de preparación lenta con base de tomate, que se especia y luego se tritura en un mortero de piedra. Generalmente, se acompaña con un fruto de ají y se come con pan amasado. La palabra chancho equivale a chancar (moler); puesto que la salsa no lleva carne ni derivados del cerdo.
- La churrasca: Una masa de harina redondeada de tipo tortilla del tamaño de una hallulla que se prepara en parrilla a carbón. Se suele acompañar generalmente con mantequilla, margarina, jamón, queso, palta, mayonesa, huevo, carne, etc.; aunque también se puede servir sin acompañamiento.
- El completo: Un sándwich de pan alargado relleno de una salchicha vienesa y acompañado de ingredientes como palta, tomate, mayonesa, chucrut y/o ají. En Talca, los completos son muy populares en los carritos callejeros que se encuentran en el centro de la ciudad, destacando su variedad específica conocida como completo talquino o mojado;[55] que se caracteriza por utilizar pan calentado a baño maría, lo que le da una textura suave y distintiva.

- El wamby: elaborado con ingredientes del completo que el lugar de pan, se sirven sobre una sopaipilla, pudiendo o no tener la salchicha vienesa en rodajas.

Talca es también muy conocida por los vinos que se producen en el valle del Maule que lo circunda. Algunos de los vinos más destacados y preferidos son los de uva carménère, cabernet sauvignon, merlot, chardonnay y en menor medida las uvas portugais bleu y romano. Además de los vinos, también se puede disfrutar de bebidas analcohólicas, como el mote con huesillos, que consiste en una bebida dulce hecha con mote (trigo pelado y cocido), jugo de durazno acaramelado y huesillos (duraznos deshidratados).

### Festividades
Actuales
- Ruta del Vino del Valle del Maule: Circuito por las viñas del Valle del Maule, que tiene como centro la ciudad de Talca. Es un paseo turístico altamente demandado sobre todo por visitantes del extranjero. La ruta del vino del Valle del Maule parte en el Museo y Villa Cultural Huilquilemu.

- Fiesta de la Independencia: Desde 2010 se celebra este festival la segunda semana de febrero de cada año, que conmemora la Independencia de Chile, cuya acta fue firmada el 12 de febrero de 1818 en la ciudad de Talca. La festividad tiene, entre sus atracciones, conciertos de artistas nacionales e internacionales; una muestra gastronómica donde se exponen diversas preparaciones típicas de la región y el país; un campeonato regional de cueca; rodeo, ferias artesanales, muestra fotográfica histórica, y un desfile cívico militar. El festival ha sido emitido en diversas ediciones por televisión abierta a nivel nacional a través de TVN.

- Fiesta Costumbrista del Chancho: Conocida también como El Chancho Muerto, es una muestra gastronómica impulsada por la municipalidad desde 2009, durante dos días de agosto, realizada en la plaza de Armas, donde se exhiben stands con comida de dicho animal, preparada por una gran cantidad de chefs en distintos puestos. Esta fiesta evoca una de las costumbres del campo chileno, que es la matanza del cerdo, y del rito familiar y social que convoca a su alrededor para la fabricación de los subproductos que alimentarán durante el invierno a la gente del campo.

Anteriores
- FITAL: originalmente llamado Feria Internacional de Talca hasta 1975; y posteriormente como Feria Internacional de la Región del Maule en donde se exponían los últimos adelantos en materia tecnológica e industrial, sobre todo en el área de la agricultura intensiva, vitivinicultura y ganadera; reuniendo en el evento a la industria, el comercio y la agricultura de la región. Se celebraba en un recinto contiguo al Estadio Fiscal de propiedad de la Asociación Gremial Agrícola Central. Su primer presidente, fue el reconocido agricultor y entonces presidente de dicha asociación, Enrique Cortés Donoso. Funciono entre los años 1964 y 2014, generalmente entre los meses de marzo y abril.

### Lugares de interés
Los principales atractivos de Talca están mayormente en su sector centro.

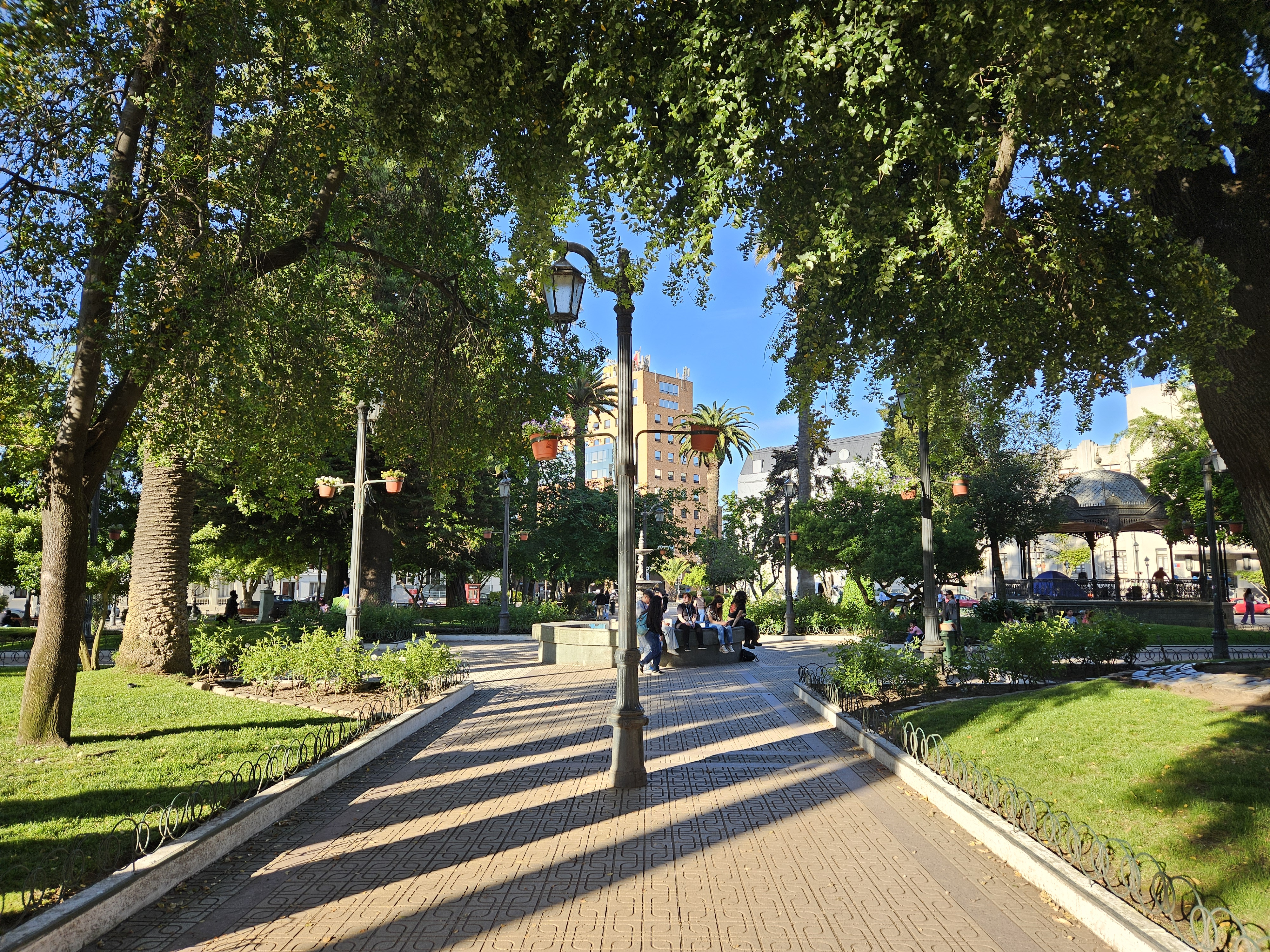
Plaza de Armas desde el suroeste.

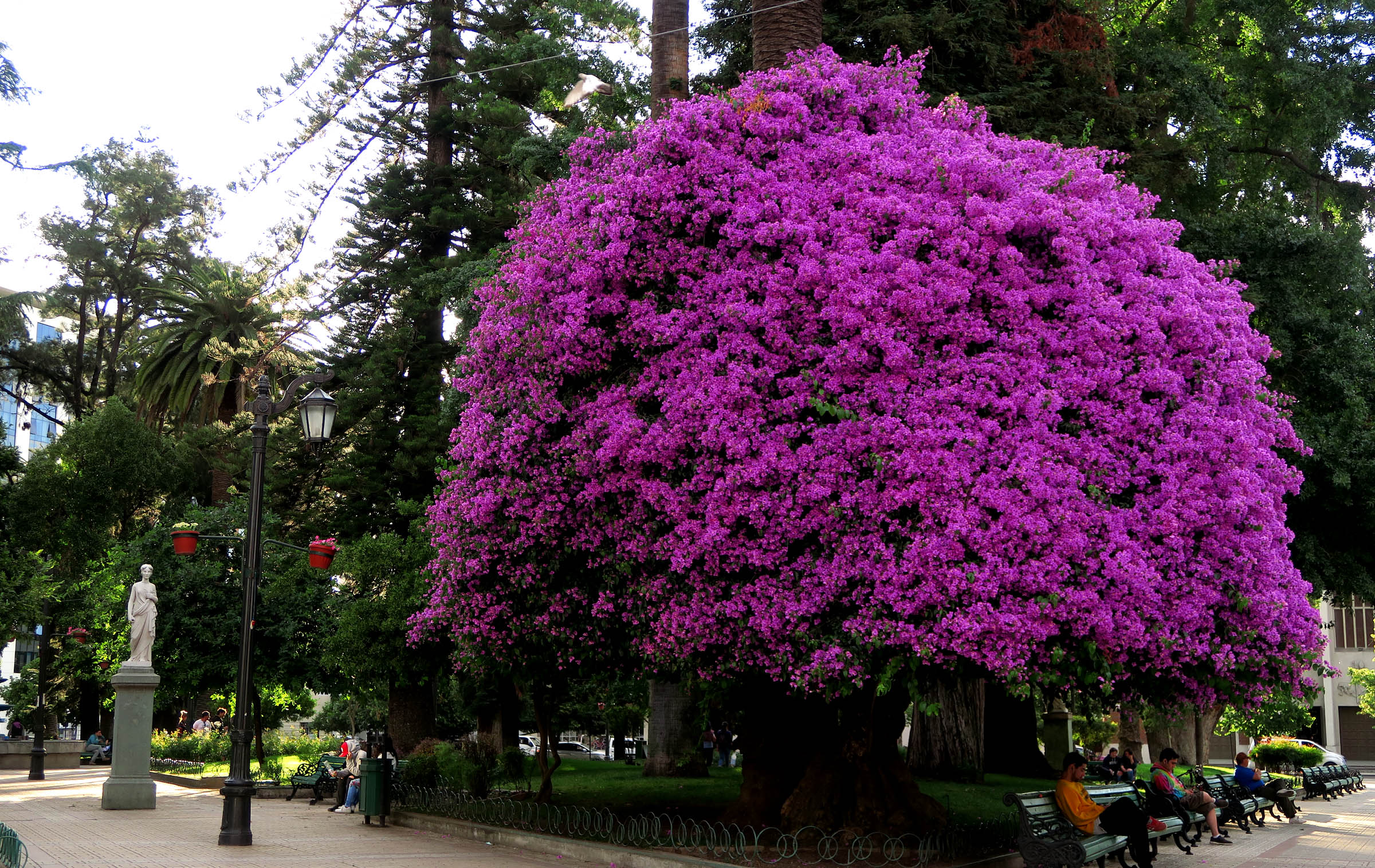
Árbol de bugambilia en el costado noreste de la plaza.

- Plaza de Armas: plaza central de la ciudad. La adornan especies arbóreas como jacarandás, palmeras, entre otras, y posee dos piletas y una pérgola construida en 1903 de hierro forjado. De aquí parte la numeración de las calles de Talca por sus puntos cardinales (1 Norte, 1 Oriente, 1 Sur y 1 Poniente). La rodean edificios de importancia cívica y religiosa, tales como la Catedral (terminada de construir en 1954), la ex Intendencia, el edificio del Gobierno Regional del Maule, la Municipalidad y el edificio de Servicios Públicos.
- Calle 1 Sur y Mercado Central: La calle 1 Sur es la principal arteria comercial de la ciudad, siendo transformada en paseo peatonal entre las calles 3 y 6 Oriente. En 1 Sur entre 4 y 5 Oriente se ubica el Mercado Central, cuya construcción data de 1865; actualmente en abandono después de los daños sufridos por el terremoto del año 2010. Se desarrolla en él un variopinto comercio, restaurantes de comidas típicas, etc.
- Avenida Isidoro del Solar: Volviendo a la plaza de Armas, de su esquina norponiente (1 Norte con 1 Poniente) nace la avenida Isidoro del Solar, más conocida como la Diagonal por los talquinos por su trazado oblicuo. Fue diseñada por el mismo alcalde Del Solar en 1929, tras el destructivo terremoto del año anterior; hoy es un activo centro de la diversión nocturna talquina con varios locales orientados a público adulto. En ella también se emplaza la sede regional de la Contraloría General de la República.

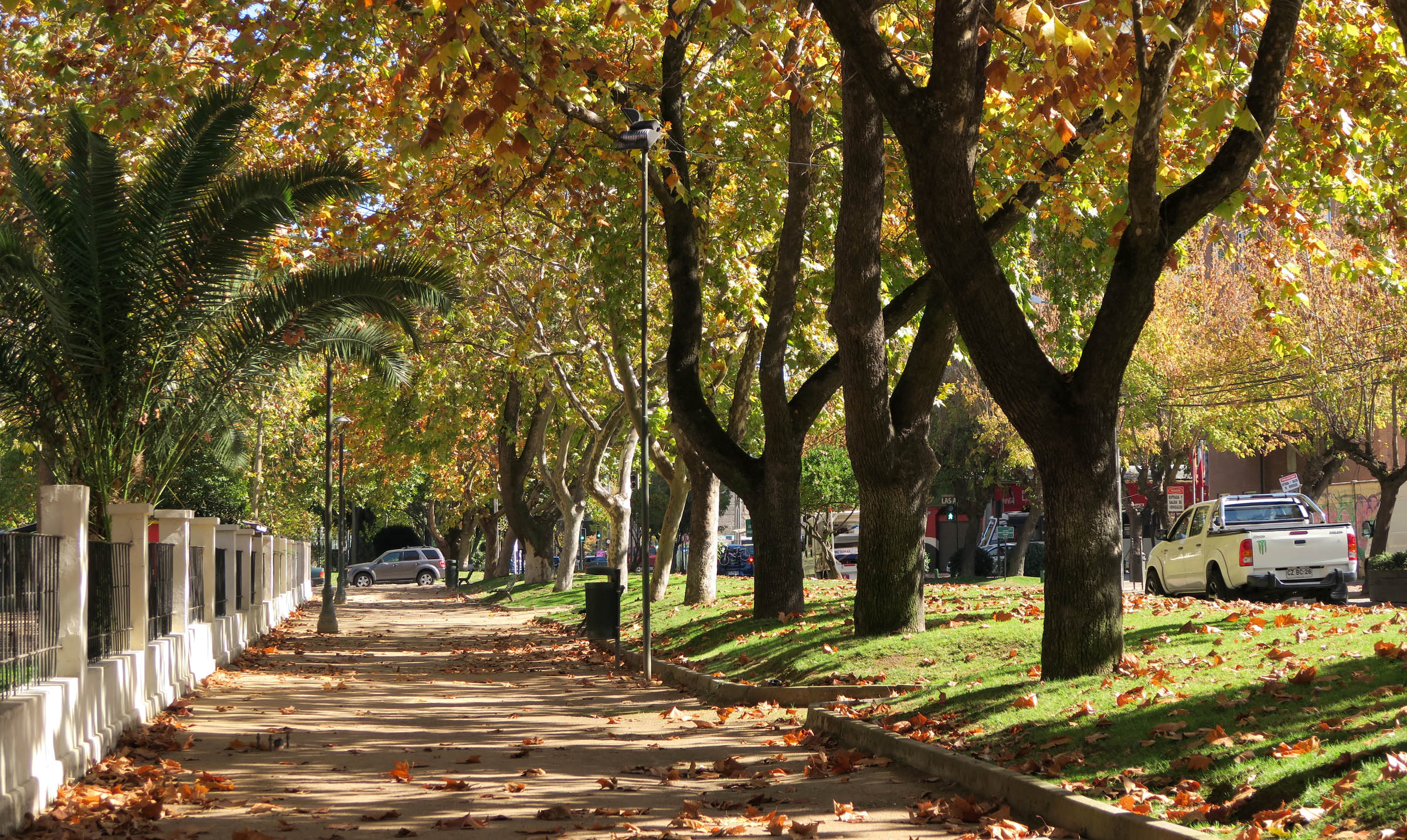
Alameda Bernardo O'Higgins cerca de la calle 3 Oriente

- Alameda Bernardo O'Higgins: La Diagonal termina en la Alameda Bernardo O'Higgins, una de las Alamedas más largas de Chile, con 18 cuadras de extensión (cerca de 3 kilómetros). Profusamente arbolada, la adornan obras de arte, entre los que destaca el Monumento al Abate Juan Ignacio Molina y Monumento al Batallón Cívico de Talca y La Victoria. A lo largo de su trazado se emplazan diversos edificios cívicos y educacionales como la Corte de Apelaciones, la Tercera Comisaría de Carabineros de Chile y el Liceo Abate Molina. Culmina en el río Claro.
- Parque Río Claro: Hacia el extremo poniente de la alameda se encuentra el río Claro. En su ribera oriente se encuentra el Parque Río Claro, un reformado espacio con variadas atracciones como distintos senderos, grandes explanadas de césped y árboles nativos, locales de comida, juegos infantiles y arriendo de embarcaciones, además de una zona de pícnic, con quinchos y parrillas para asados. En este lugar, anualmente se lleva a cabo la Fiesta de la Independencia, realizada en febrero. Se conoce popularmente al Río Claro por sus paseos en bote y el mote con huesillo.

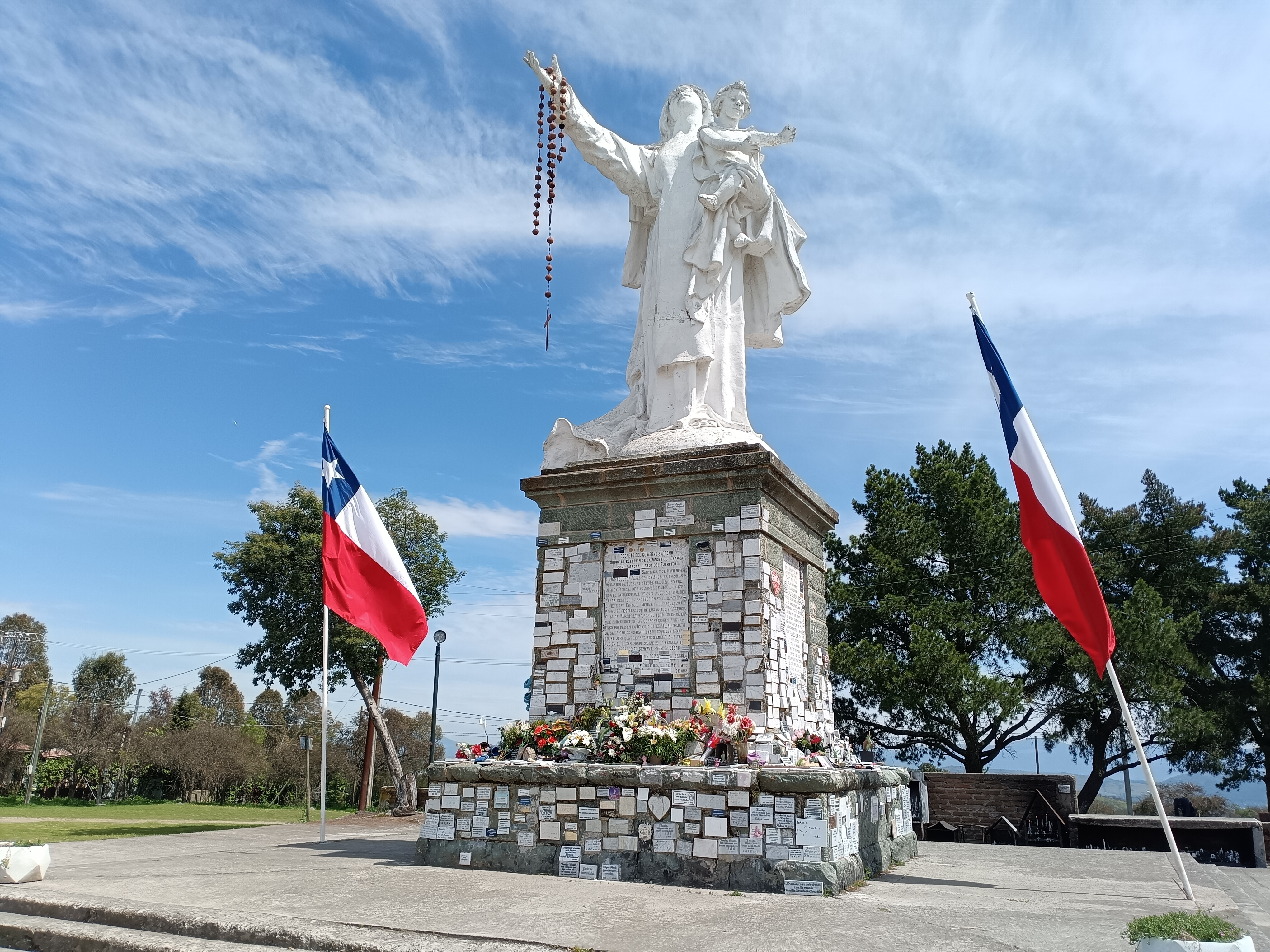
Monumento a la Virgen del Carmen en el cerro La Virgen.

- Cerro La Virgen: En la otra ribera del río Claro se encuentra el cerro La Virgen. En su cara oriente se encuentra el bosque municipal. En su cima cuenta con una zona de pícnic y un mirador donde se puede observar desde Talca hasta la cordillera de los Andes. A un costado de esto se encuentra el monumento a la virgen del Carmen, denominado como Virgen del Cerro, el cual también incluye un santuario utilizado constantemente. Las características geográficas del cerro son ideales para la práctica de deportes de montaña, estos generalmente a través de senderos interiores que conectan la cima del cerro con el bosque municipal.

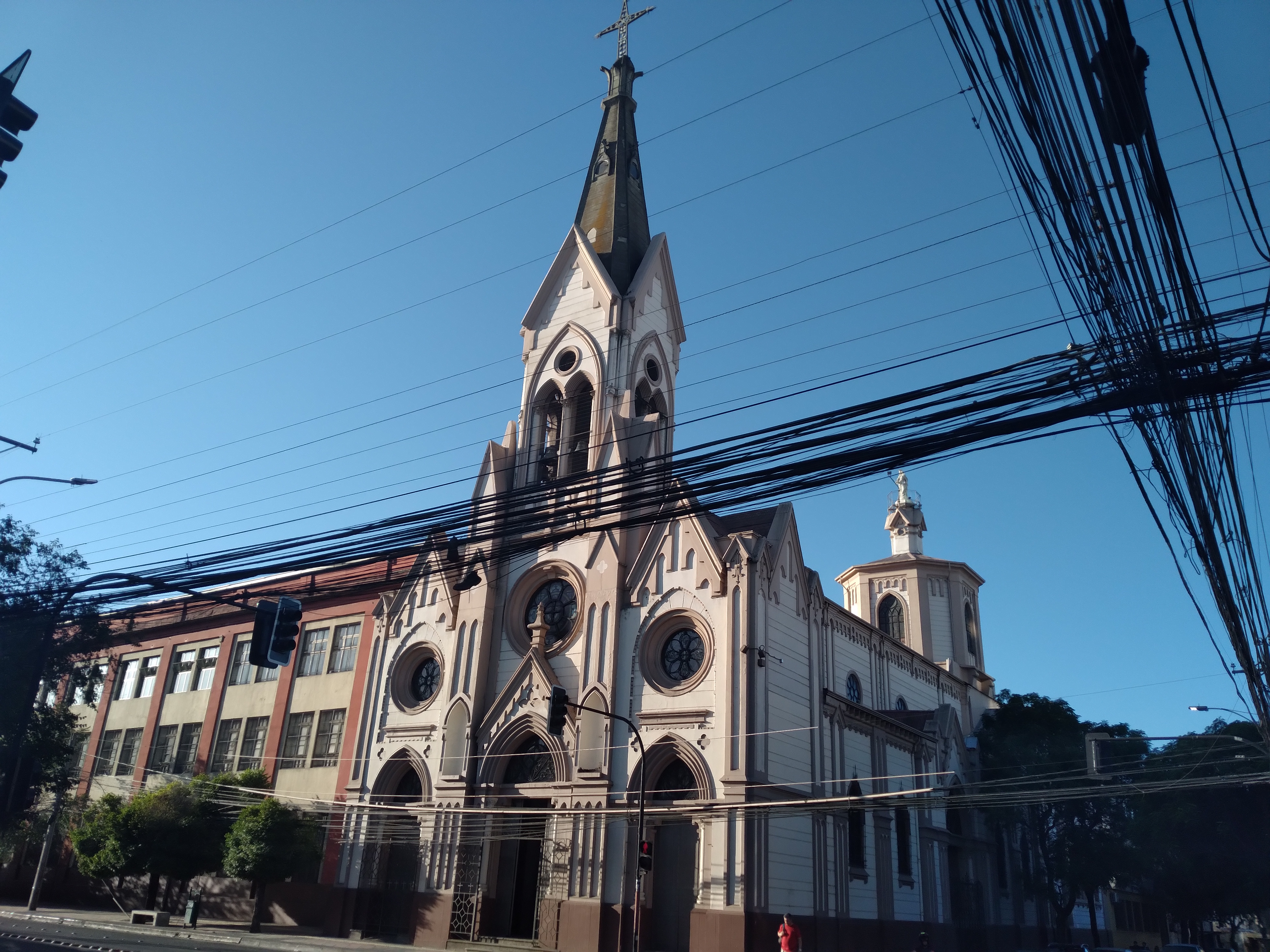
Santuario María Auxiliadora.

- Avenida 2 Sur: Una cuadra al sur de la plaza de Armas está la avenida 2 Sur, una de las más importantes en cuanto a tránsito y que conecta el centro con el barrio surponiente de Talca. Es un núcleo gastronómico y de vida nocturna, al congregar locales que venden los famosos completos de Talca, además en ella se sitúan bares, restaurantes, etc. A lo largo de su trazado es posible encontrar diversas instituciones destacables, como la sede sur del Centro Educativo Salesianos Talca, el Santuario de María Auxiliadora, el Liceo Santa Teresita, el cuartel general del Cuerpo de Bomberos, etc. Además, en su trazado aparecen dos plazas: la plaza Ignacio Serrano (entre 7 y 8 Oriente) y, en su término, frente a la Estación de Ferrocarriles, la plaza Italia, en donde permanece una réplica de la escultura de la Loba Capitolina (escultura etrusca relativa a la fundación de Roma) la cual fue donada en 1942 por el mismísimo Benito Mussolini a petición de la colonia italiana para conmemorar el 200 aniversario de la fundación de la ciudad. La estatua original fue robada tras el terremoto del año 2010 pero fue repuesta con otra réplica donada nuevamente por el gobierno italiano.

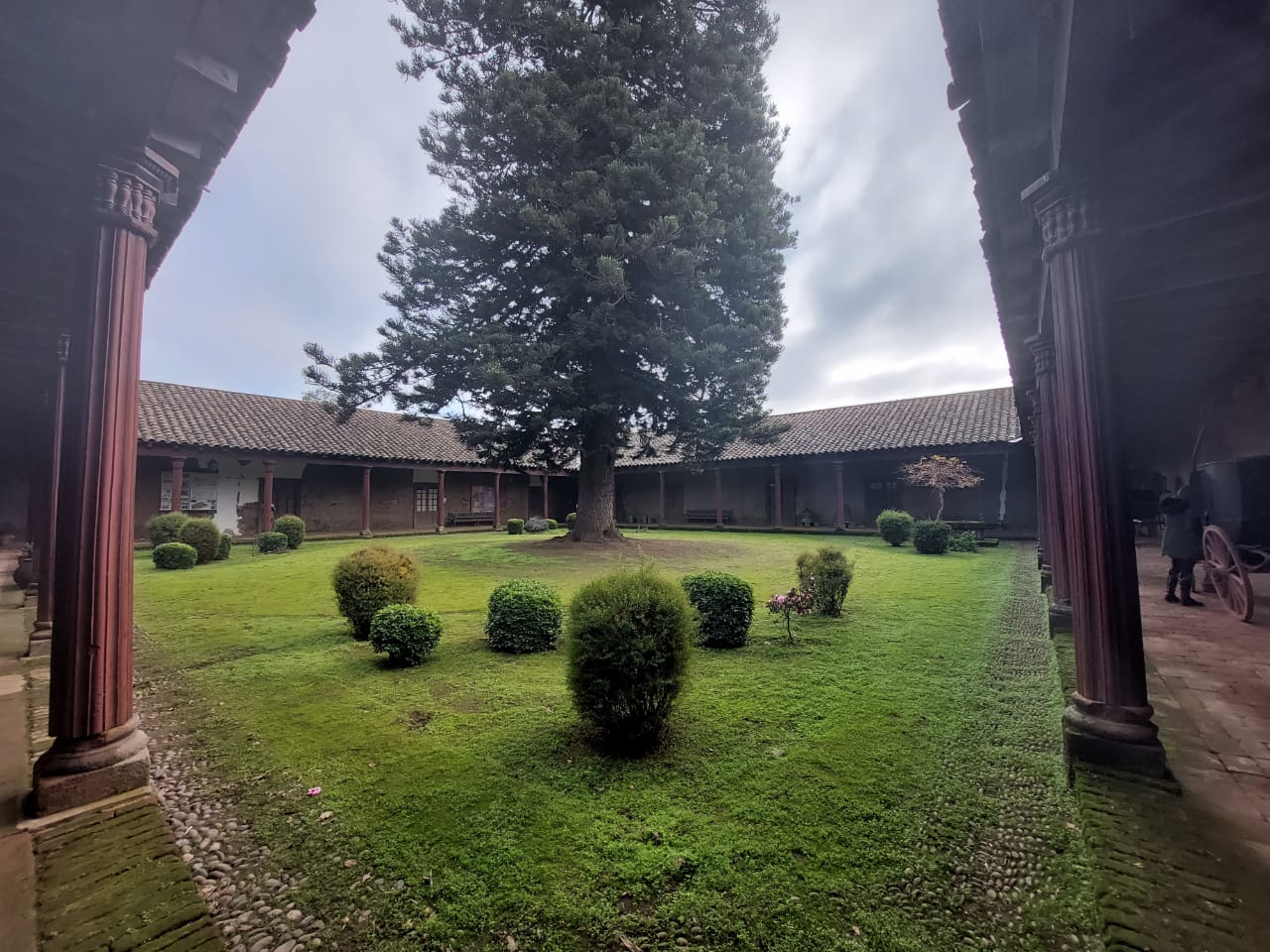
Patio de la Casa Patronal de Huilquilemu.

- Villa Huilquilemu y zona oriente: Siguiendo hacia el oriente por avenida San Miguel (que fuera del límite urbano se convierte en la Ruta Internacional CH-115, hacia Argentina), se encuentra el centro comercial Mall Plaza Maule, el Gran Casino de Talca y la casa central de la Universidad Católica del Maule. 6 kilómetros más adelante, se ubica el Museo y Villa Cultural Huilquilemu Hernán Correa De la Cerda, dependiente de esa misma casa de estudios superiores. Este museo, antigua hacienda de don Bruno González, es una enorme casa patronal que alberga instalaciones destinadas a mostrar el pasado colonial de la región. Se conservan intactos la iglesia, los salones, el mobiliario, los patios y el inmenso parque; a eso se le suma una enoteca.

## Transporte

### Vías de comunicación terrestre
Talca se conecta con el resto del país por la Carretera Panamericana (Ruta 5), estando distante por ella a 255 km aproximadamente al sur de Santiago. Dicha carretera cruza la ciudad en forma de autopista de trinchera subterránea desde 1992.
Desde Talca parte la Ruta Internacional CH-115, que conecta la Región del Maule con Malargüe, en la provincia de Mendoza, Argentina, vía de moderno trazado, completamente pavimentada contando con un moderno edificio que alberga los servicios migratorios internacionales ubicada junto al embalse de Laguna del Maule. Asimismo Talca es punto de partida de la Ruta K-60, a Curepto y Licantén, y otros caminos secundarios a las localidades vecinas de Maule y Colín.

### Ferrocarril

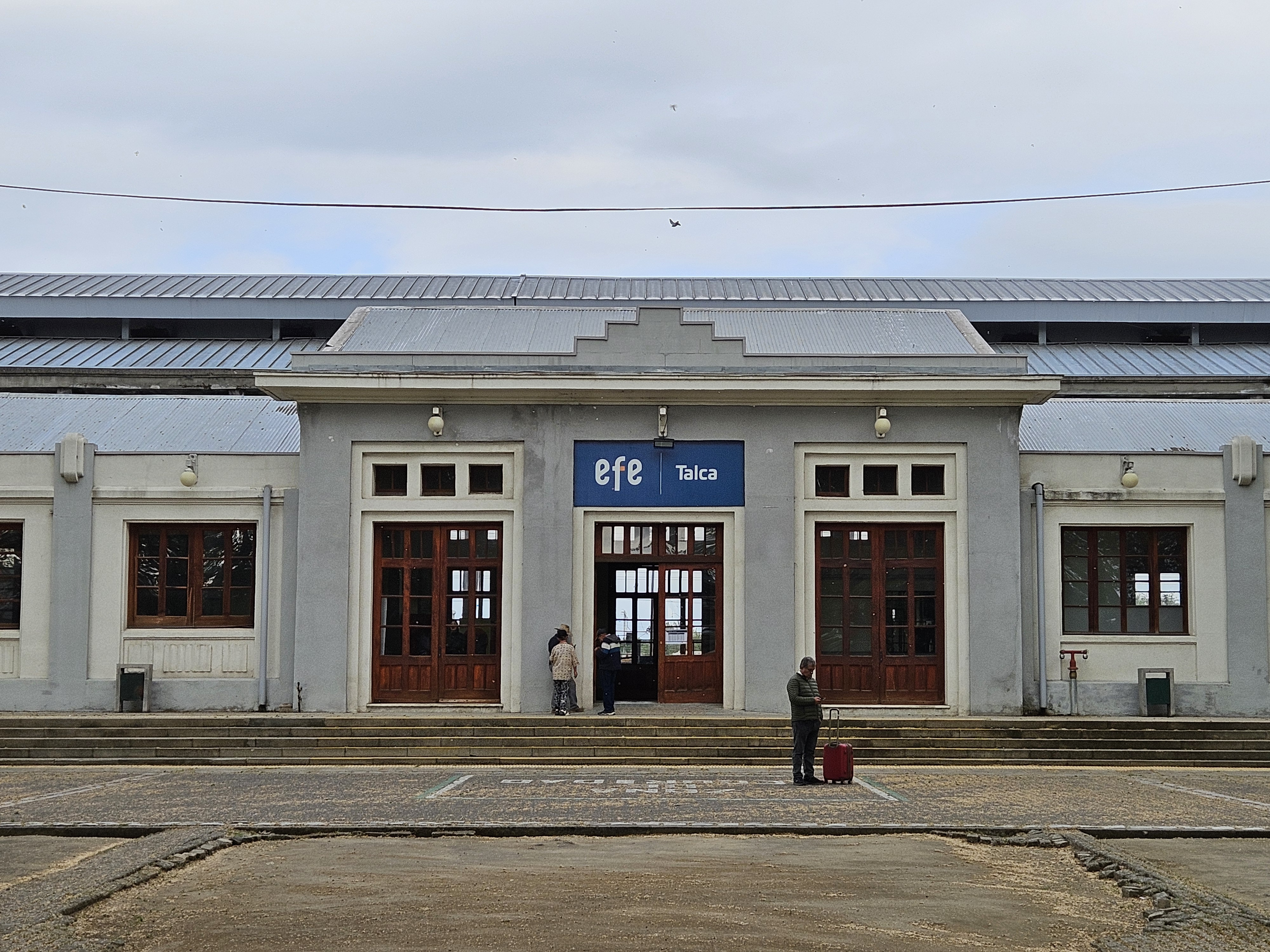
Estación de ferrocarriles de Talca (2017).

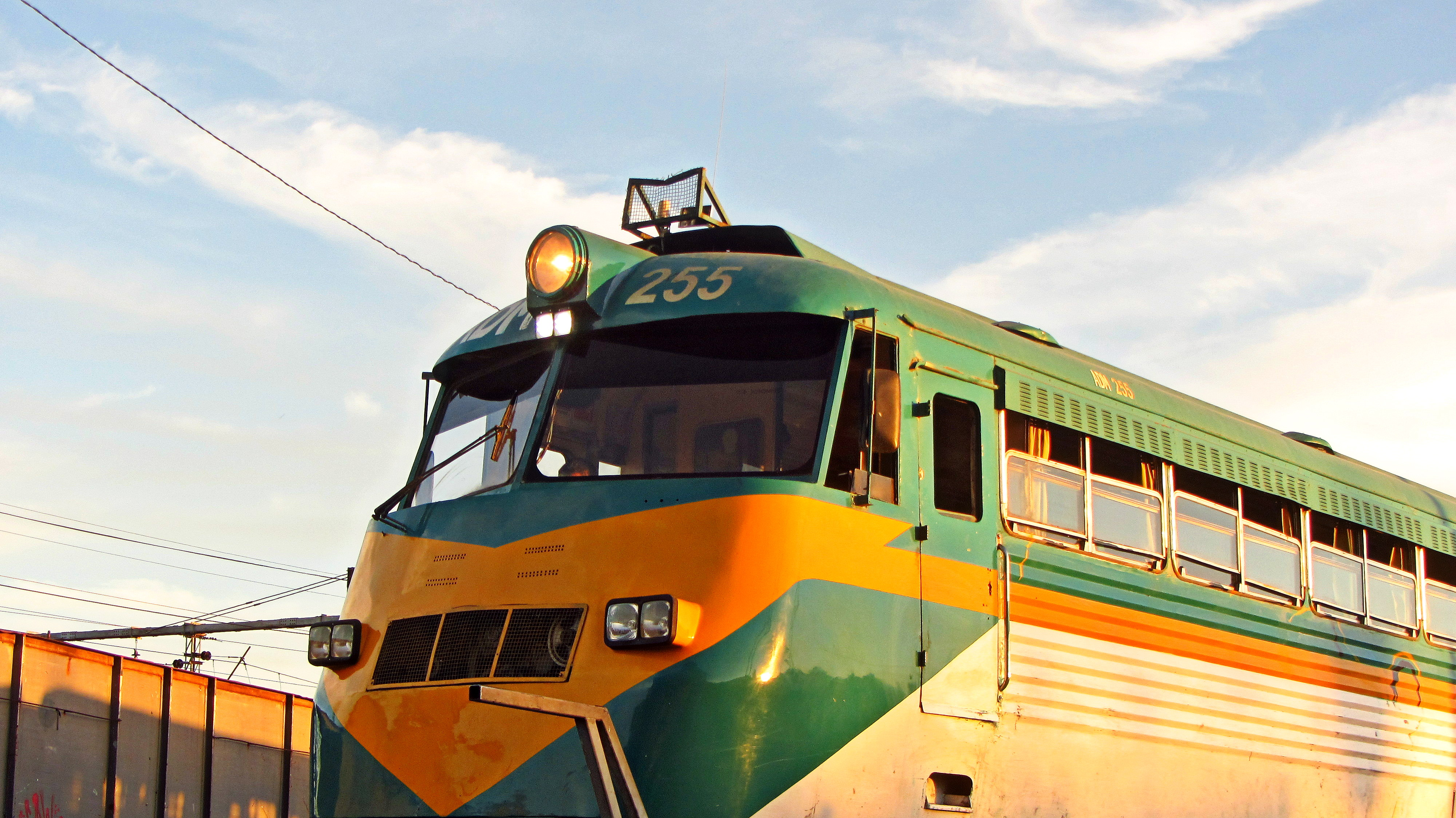
Buscarriil del servicio Talca-Constitución.

Por Talca cruza la línea férrea de la Empresa de los Ferrocarriles del Estado (EFE). La estación de ferrocarriles de Talca, construida en 1875, reconstruida en 1929 y en 2017, recibe el servicio de largo recorrido Tren Chillán-Estación Central y el tren de cercanías Curicó-Linares.
Desde Talca, además, se extiende el Servicio Regional Talca-Constitución, un ramal ferroviario que bordea el río Maule por 89 km hasta recalar en la ciudad costera Constitución. Este Monumento Nacional fue construido entre 1886 y 1915, y es uno de los dos últimos ramales ferroviarios de Chile actualmente operativo para el transporte de pasajeros, junto con el San Rosendo-Talcahuano en la Región del Bio Bio.

### Buses
El transporte rodoviario está cubierto por un terminal, ubicado en el sector centro-oriente de la ciudad:
- Terminal de Buses Lorenzo Varoli Gherardi, con destinos interurbanos hacia Viña Del Mar, Valparaíso, Santiago, Rancagua, Curicó, Chillán, Concepción, Temuco, entre otras y servicios rurales hacia Linares, Maule, Duao, Constitución, Pelarco, entre otros destinos.

Antiguamente, empresas de cobertura nacional como Turbus y Pullman Bus tuvieron terminales propios en la ciudad para operar sus servicios hacia el sur del país con intermedio en la capital maulina, pero debido a abaratamiento de costos, decidieron cerrar dichos recintos y trasladar todas sus operaciones al rodoviario municipal.

### Aéreo
Talca cuenta con el Aeródromo de Panguilemo, en dicha localidad, 2.5 km al norte de la ciudad, a un costado de la Carretera Panamericana. Es administrado por el Club Aéreo de Talca y cuenta con una pista de pavimento asfáltico de 1120 metros de longitud x 18 metros de ancho, siendo el aeródromo más grande de la Región y centro de operaciones de los servicios encargados de la seguridad (Carabineros y CONAF entre otros)

### Transporte público local

#### Buses
En Talca existen tres empresas de transporte urbano de pasajeros que en conjunto sirven, mediante trece líneas y dos variantes de microbuses o autobuses, las necesidades de los habitantes de la ciudad.
A mayo de 2025, se contabilizan 342 buses. Las empresas de transporte urbano y la cantidad respectiva de líneas de servicio son las siguientes:
- TAXUTAL (oficialmente: Empresa de Transporte Público Taxutal S.A.): cinco líneas regulares y una variante. 133 buses.
- SOTRATAL / MATADERO ESTADIO (oficialmente: Sociedad de Transportes Talca Ltda.): cuatro líneas regulares. 101 buses.
- ABATE MOLINA (oficialmente: Transportes Abate Molina Ltda.): cuatro líneas regulares y una variante. 108 buses.

Con el fin de reducir la contaminación atmosférica del área urbana y contribuir al consumo de energías renovables en Chile, el municipio talquino creó una línea de microbuses eléctricos, los cuales serán subvencionados por dicha entidad para la tercera edad y los discapacitados residentes en la comuna, sumándose a la electromovilidad del transporte público nacional.

#### Taxis colectivos
Existen 36 líneas de taxis colectivos, siendo La Florida, Manso de Velasco, Carlos Trupp, Las Américas y Las Colines los sectores o poblaciones que a excepción del centro de la ciudad, circulan la mayor cantidad de líneas. Este sistema comenzó a operar a fines de la década de 1980.

## Deportes

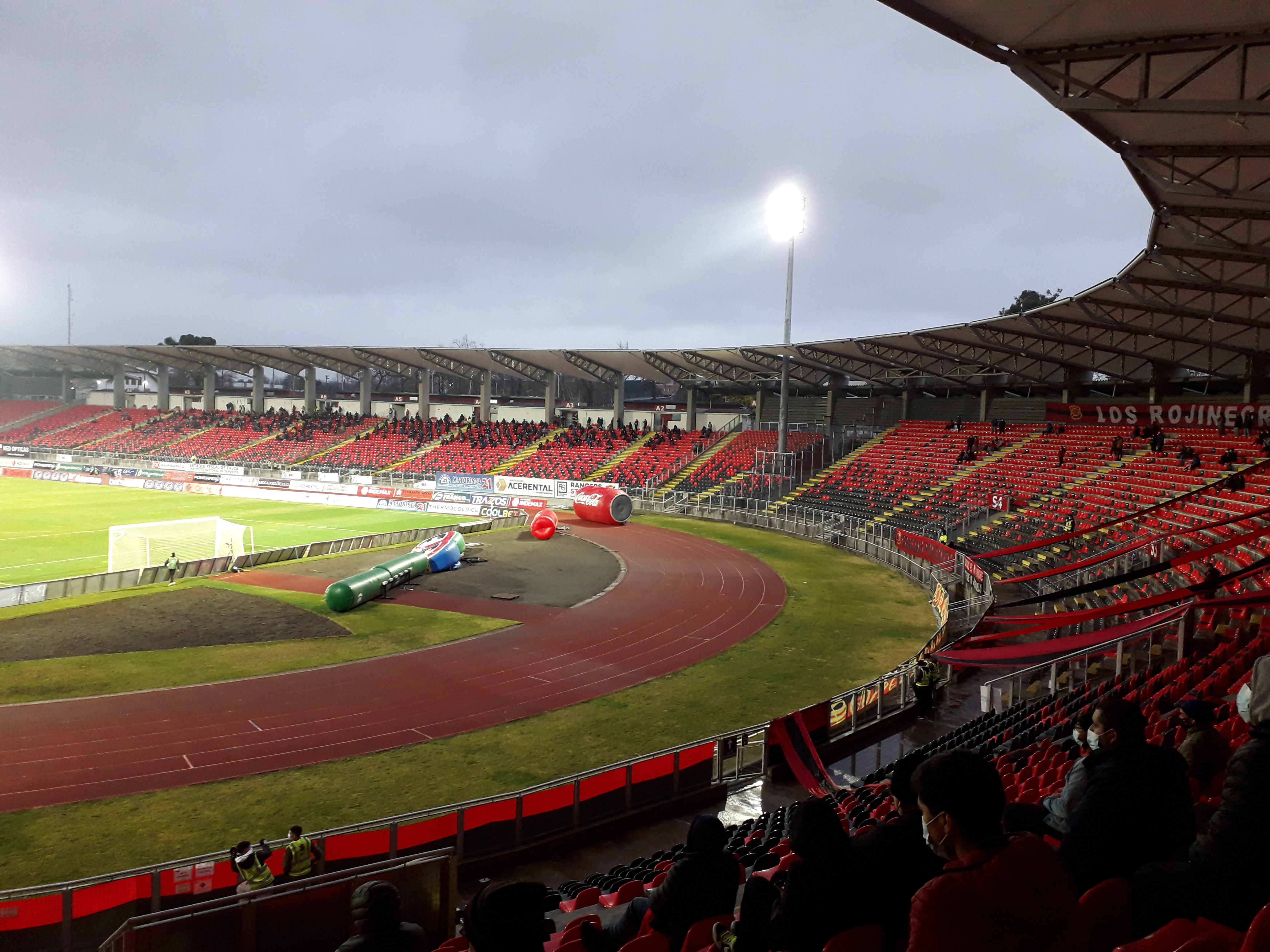
Estadio Fiscal de Talca.

### Actividades deportivas

#### Fútbol
La ciudad es la sede del Club Social de Deportes Rangers, equipo de fútbol que juega en el Estadio Fiscal, el recinto deportivo con mayor capacidad de la Región del Maule. El equipo, fundado en 1902, recibe el apodo de Rojinegros por los colores del equipo, siendo una institución de gran arraigo en la comunidad talquina, teniendo además gran cantidad de adeptos en localidades vecinas como San Clemente, Maule y otras. Según encuestas realizadas a nivel nacional, Rangers de Talca es el equipo de provincias con mayor número de simpatizantes en la zona centro sur de Chile, siendo una institución reconocida a nivel nacional por su alto número de hinchas y simpatizantes.
A un nivel amateur, el fútbol tiene mucha importancia, con dos ligas locales, donde participan clubes como Talca National, Belgrano, Independencia, Atlético Comercio, 18 de septiembre, Costanera, Juvenil Seminario, 21 De Mayo, Santa Ana, Astaburuaga, entre otros

#### Baloncesto
La ciudad también cuenta con el equipo de baloncesto Español de Talca, símbolo de la importante presencia de dicha colonia en la ciudad, y el equipo Truenos de Talca, ambos participantes de campeonatos nacionales profesionales.

#### Rodeo
También se practica masivamente en las afueras de Talca el rodeo, los bicampeones del Campeonato Nacional de Rodeo Rufino Hernández y Claudio Hernández corren representando a la asociación Talca; en la ciudad se ubica la Medialuna Ismael Mandiola Solar, próxima al Estadio Fiscal.

#### Automovilismo

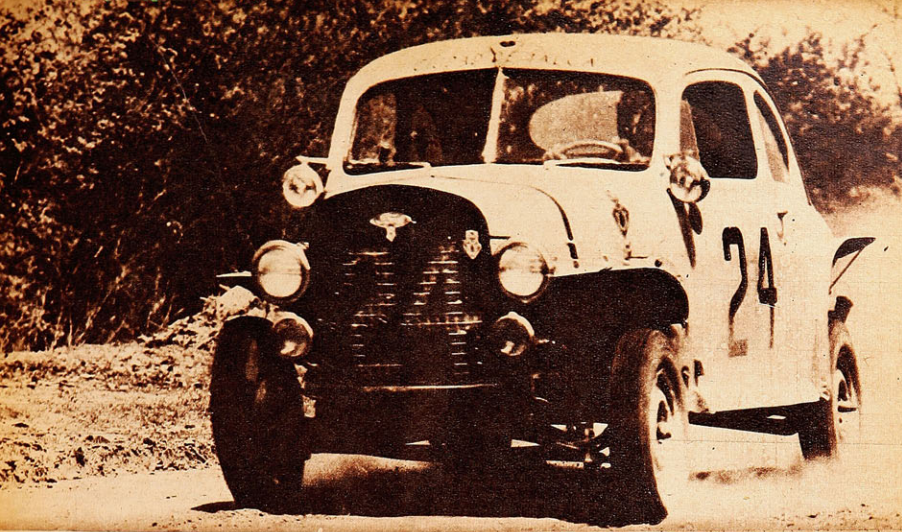
Varoli en una competición, año 1948.

En el siglo XX, la ciudad realizaba carreras de automovilismo regionales. De aquí surge Lorenzo Varoli, uno de los automovilistas más importantes de la época en Chile.
En la ciudad se realizaba el "Gran Premio de Talca", instancia ligada al Rally Mobil realizada entre los años 2002 y 2015.

#### Motociclismo
Talca realizaba constantemente carreras de motos durante el siglo XX, instancias donde se utilizaban las principales arterias de la ciudad.
La ciudad albergó el Campeonato Muncial de Enduro en sus ediciones 2012, 2013 y 2015, donde llegaron competidores de todo el mundo.
En la actualidad, son dos los circuitos que tienen lugar en Talca, en los cuales se realizan competencias locales y nacionales.

#### Boxeo
Desde el siglo XX hasta la actualidad, Talca cuenta con veladas de boxeo realizadas en distintos gimnasios y parques de la ciudad. En la actualidad, Luis «Kin» Norambuena es uno de los boxeadores más destacables, participando de peleas en diferentes rings de Estados Unidos.

### Infraestructura deportiva
Aparte del mencionado Estadio Fiscal, actualmente remodelado según estándares FIFA y refaccionado en diciembre de 2011 y, posteriormente en enero de 2019, destacan otras instalaciones para el deporte en Talca. El complejo del Estadio Fiscal cuenta con otros espacios, entre ellos la piscina temperada, que es una de las más modernas del país. El Gimnasio Municipal, construido en 1987, es sede del Deportivo Español. Otras instalaciones son el Gimnasio Regional y el Gimnasio Cendyr Sur, este último en el sur de la ciudad. Destaca también el Centro de Alto Rendimiento (CAR) de la Universidad Santo Tomás y la piscina temperada de la Universidad Católica del Maule. Por su parte, el Club de Tenis Talca, el cual ha sido un semillero de formación de jóvenes tenistas desde hace décadas.

## Medios de comunicación

### Radioemisoras
En la comuna transmiten 29 radioemisoras en la banda de frecuencia modulada (FM) y seis en la amplitud modulada (AM).
FM
- 88.5 MHz Exitosa
- 89.5 MHz Mágica
- 90.3 MHz Pudahuel
- 90.9 MHz Caramelo
- 91.7 MHz Chilena del Maule
- 92.3 MHz FM+
- 93.5 MHz ADN
- 94.1 MHz El Conquistador FM
- 94.5 MHz Agricultura
- 94.9 MHz Cooperativa
- 95.9 MHz Frecuencia Uno
- 96.9 MHz Bío-Bío
- 97.5 MHz Paloma
- 98.1 MHz FM Dos
- 98.9 MHz Imagina
- 99.5 MHz Estilo FM
- 100.1 MHz Radioactiva
- 100.7 MHz Futura
- 101.5 MHz Marisol
- 102.1 MHz Universidad de Talca (Docta)
- 102.5 MHz Corporación
- 102.9 MHz Armonía
- 104.5 MHz Corazón FM
- 105.1 MHz Carolina
- 105.5 MHz Digital FM
- 106.3 MHz Romántica FM
- 107.1 MHz Primavera
- 107.3 MHz Pamela
- 107.5 MHz Plenitud FM
- 107.7 MHz Caracol del Castillo
- 107.9 MHz Cristo, tu médico eterno

AM
| - 910 kHz RTL - 970 kHz Lautaro - 1020 kHz Amiga - 1090 kHz Chilena del Maule - 1210 kHz Universidad de Talca (Folclórica) - 1570 kHz Familia |

### Televisión
En Talca se realizó su primera transmisión experimental de televisión Televisión Nacional de Chile el 21 de julio de 1969, con la llegada del hombre a la Luna. 
En 1995 inició sus transmisiones el local Universidad de Talca Televisión en la frecuencia 7 de televisión por cable (VTR), ofreciendo variada programación cultural e informativos tanto a nivel regional como nacional. Sus transmisiones finalizaron en 2002.
TDT
- Canal 2.1: La Red HD
- Canal 4.1: Chilevisión HD
- Canal 4.2: UChile TV
- Canal 6.1: En Línea Maule
- Canal 6.2: Telecanal Talca
- Canal 8.1: Canal 13 HD
- Canal 8.2: T13 En Vivo
- Canal 10.1: TVN HD
- Canal 10.2: NTV
- Canal 12.1: Mega HD
- Canal 12.2: Mega 2
- Canal 15.1: UTalca TV
- Canal 16.1: Nativa TV HD
- Canal 16.2: El Canal Feliz
- Canal 25.1: Contivisión HD
- Canal 25.2: Contivision Música HD
- Canal 45.1: Nuevo Tiempo HD1
- Canal 45.2: Nuevo Tiempo HD2

CABLE
- Canal 2: UTalca TV (VTR)
- Canal 751: Telecanal Talca (Mundo)
- Canal 762: UTalca TV (Mundo)

### Prensa escrita
Actualmente, la comuna comparte cobertura de dos medios escritos de circulación diaria de comunas aledañas, tras el cierre del diario El Centro en 2020, siendo las siguientes:
- La Prensa (fundado en 1898 en Curicó).
- Maule hoy (fundado en 2020 en San Javier).

Y también, cuenta con un medio escrito de circulación semanal:
- Diario Talca (fundado en 2021).

## Seguridad
Como en el resto del país, la seguridad en Talca está a cargo de Carabineros de Chile, la cual cuenta con un cuartel de zona y prefectura, dos comisarías, una subcomisaría de incidentes de Tránsito (I.A.T), una subcomisaría de Fuerzas Especiales (FF.EE), cuatro tenencias y un retén. En la ciudad se encuentra la tenencia correspondiente a la VII zona «Maule», la cual organiza a toda la región.
A ello se le suma la labor de la Policía de Investigaciones de Chile y los organismos del poder judicial. Además, la municipalidad cuenta con un cuerpo de seguridad propio denominado «Seguridad Municipal».

## Guarnición
| Rama              | Unidad militar              |
| ----------------- | --------------------------- |
| Ejército de Chile | - Regimiento n.º 16 «Talca» |

## Ciudades hermanadas
- Lishui, República Popular China[75]